# Giappone ai Giochi della XXXII Olimpiade
Il Giappone ha partecipato ai Giochi della XXXII Olimpiade che si sono svolti a Tokyo, Giappone, dal 23 luglio all'8 agosto 2021; originariamente previsti per l'estate 2020, erano stati rimandati di un anno a causa della pandemia di COVID-19. La delegazione era composta da 556 atleti, 295 uomini e 261 donne. In qualità di paese ospitante, il Giappone ha avuto il diritto ad avere rappresentanza in ogni sport in programma.

## Medaglie
| Riepilogo quotidiano | Riepilogo quotidiano | Riepilogo quotidiano | Riepilogo quotidiano | Riepilogo quotidiano | Riepilogo quotidiano | Riepilogo quotidiano |
| -------------------- | -------------------- | -------------------- | -------------------- | -------------------- | -------------------- | -------------------- |
| Giorno               | Data                 |                      |                      |                      | Totale               |                      |
| 1º                   | 24                   | 1                    | 1                    | 0                    | 2                    |                      |
| 2º                   | 25                   | 4                    | 0                    | 0                    | 4                    |                      |
| 3º                   | 26                   | 3                    | 1                    | 3                    | 7                    |                      |
| 4º                   | 27                   | 2                    | 1                    | 2                    | 5                    |                      |
| 5º                   | 28                   | 3                    | 1                    | 0                    | 4                    |                      |
| 6º                   | 29                   | 2                    | 0                    | 1                    | 3                    |                      |
| 7º                   | 30                   | 2                    | 0                    | 1                    | 3                    |                      |
| 8º                   | 31                   | 0                    | 1                    | 1                    | 2                    |                      |
| 9º                   | 1                    | 0                    | 0                    | 1                    | 1                    |                      |
| 10º                  | 2                    | 0                    | 1                    | 1                    | 2                    |                      |
| 11º                  | 3                    | 2                    | 0                    | 1                    | 3                    |                      |
| 12º                  | 4                    | 2                    | 1                    | 1                    | 4                    |                      |
| 13º                  | 5                    | 1                    | 3                    | 2                    | 6                    |                      |
| 14º                  | 6                    | 2                    | 1                    | 2                    | 5                    |                      |
| 15º                  | 7                    | 3                    | 1                    | 1                    | 5                    |                      |
| 16º                  | 8                    | 0                    | 2                    | 0                    | 2                    |                      |
| Totale               | Totale               | 27                   | 14                   | 17                   | 58                   |                      |

### Medagliere per disciplina
| Sport                | Oro | Argento | Bronzo | Totale |
| -------------------- | --- | ------- | ------ | ------ |
| Judo                 | 9   | 2       | 1      | 12     |
| Lotta                | 5   | 1       | 1      | 7      |
| Skateboard           | 3   | 1       | 1      | 5      |
| Nuoto                | 2   | 1       | 0      | 3      |
| Ginnastica           | 2   | 1       | 2      | 5      |
| Baseball/softball    | 2   | 0       | 0      | 2      |
| Tennistavolo         | 1   | 1       | 2      | 4      |
| Karate               | 1   | 1       | 1      | 3      |
| Pugilato             | 1   | 0       | 2      | 3      |
| Scherma              | 1   | 0       | 0      | 1      |
| Arrampicata sportiva | 0   | 1       | 1      | 2      |
| Atletica leggera     | 0   | 1       | 1      | 2      |
| Surf                 | 0   | 1       | 1      | 2      |
| Ciclismo             | 0   | 1       | 0      | 1      |
| Golf                 | 0   | 1       | 0      | 1      |
| Pallacanestro        | 0   | 1       | 0      | 1      |
| Lotta                | 0   | 1       | 0      | 1      |
| Tiro con l'arco      | 0   | 0       | 2      | 2      |
| Badminton            | 0   | 0       | 1      | 1      |
| Sollevamento pesi    | 0   | 0       | 1      | 1      |
| Totale               | 27  | 14      | 17     | 58     |

### Medaglie d'oro
| Medaglia | Nome | Sport        | Evento                        |
| -------- | --- | ------------ | ----------------------------- |
| Oro      | Naohisa Takato | Judo         | 60 kg maschile                |
| Oro      | Yui Ōhashi | Nuoto        | 400 metri misti femminili     |
| Oro      | Yuto Horigome | Skateboard   | Street maschile               |
| Oro      | Uta Abe | Judo         | 52 kg femminile               |
| Oro      | Hifumi Abe | Judo         | 66 kg maschile                |
| Oro      | Momiji Nishiya | Skateboard   | Street femminile              |
| Oro      | Shōhei Ōno | Judo         | 73 kg maschile                |
| Oro      | Jun Mizutani Mima Ito | Tennistavolo | Doppio misto                  |
| Oro      | Takanori Nagase | Judo         | 81 kg maschile                |
| Oro      | Haruka Agatsuma Mana Atsumi Yamato Fujita Nozomi Goto Nodoka Harada Yuka Ichiguchi Hitomi Kawabata Nayu Kiyohara Yukiyo Mine Sayaka Mori Minori Naito Yukiko Ueno Reika Utsugi Eri Yamada Yū Yamamoto | Softball     | Torneo femminile              |
| Oro      | Yui Ōhashi | Nuoto        | 200 metri misti femminili     |
| Oro      | Chizuru Arai | Judo         | 70 kg femminile               |
| Oro      | Daiki Hashimoto | Ginnastica   | Concorso individuale maschile |
| Oro      | Shōri Hamada | Judo         | 78 kg femminile               |
| Oro      | Aaron Wolf | Judo         | 100 kg maschile               |
| Oro      | Akira Sone | Judo         | +78 kg femminile              |
| Oro      | Masaru Yamada Koki Kano Satoru Uyama Kazuyasu Minobe | Scherma      | Spada a squadre maschile      |
| Oro      | Sena Irie | Pugilato     | Pesi piuma femminile          |
| Oro      | Daiki Hashimoto | Ginnastica   | Sbarra maschile               |
| Oro      | Sakura Yosozumi | Skateboard   | Park femminile                |
| Oro      | Yukako Kawai | Lotta        | Libera 62 kg femminile        |
| Oro      | Risako Kawai | Lotta        | Libera 57 kg femminile        |
| Oro      | Ryo Kiyuna | Karate       | Kata maschile                 |
| Oro      | Mayu Mukaida | Lotta        | Libera 53 kg femminile        |
| Oro      | Takuto Otoguro | Lotta        | Libera 65 kg maschile         |
| Oro      | Yui Susaki | Lotta        | Libera 50 kg femminile        |
| Oro      | Kōyō Aoyagi Suguru Iwazaki Masato Morishita Hiromi Itō Yoshinobu Yamamoto Masahiro Tanaka Yasuaki Yamasaki Ryoji Kuribayashi Yūdai Ōno Kodai Senga Kaima Taira Ryūtarō Umeno Takuya Kai Tetsuto Yamada Sōsuke Genda Hideto Asamura Ryōsuke Kikuchi Hayato Sakamoto Munetaka Murakami Kensuke Kondō Yuki Yanagita Ryoya Kurihara Masataka Yoshida Seiya Suzuki Atsunori Inaba Makoto Kaneko Yoshinori Tateyama Yoshinori Murata Hirokazu Ibata Masaji Shimizu | Baseball     | Torneo maschile               |

### Medaglie d'argento
| Medaglia | Nome | Sport                | Evento                      |
| -------- | --- | -------------------- | --------------------------- |
| Argento  | Funa Tonaki | Judo                 | 48 kg femminile             |
| Argento  | Daiki Hashimoto Kazuma Kaya Takeru Kitazono Wataru Tanigawa | Ginnastica           | Concorso a squadre maschile |
| Argento  | Kanoa Igarashi | Surf                 | Shortboard maschile         |
| Argento  | Tomoru Honda | Nuoto                | 200 metri farfalla maschili |
| Argento  | Hifumi Abe Uta Abe Chizuru Arai Shori Hamada Hisayoshi Harasawa Shoichiro Mukai Takanori Nagase Shōhei Ōno Akira Sone Miku Tashiro Aaron Wolf Tsukasa Yoshida     | Judo                 | Squadre miste               |
| Argento  | Ken'ichirō Fumita | Lotta                | Greco-romana 60 kg maschile |
| Argento  | Kokona Hiraki | Skateboard           | Park femminile              |
| Argento  | Kōki Ikeda | Atletica leggera     | Marcia 20 km maschile       |
| Argento  | Kiyou Shimizu | Karate               | Kata femminile              |
| Argento  | Miu Hirano Kasumi Ishikawa Mima Ito | Tennistavolo         | Squadre femminile           |
| Argento  | Miho Nonaka | Arrampicata sportiva | Gara femminile              |
| Argento  | Mone Inami | Golf                 | Individuale femminile       |
| Argento  | Moeko Nagaoka Maki Takada Naho Miyoshi Rui Machida Nako Motohashi Nanaka Tōdō Saki Hayashi Evelyn Mawuli Saori Miyazaki Yuki Miyazawa Himawari Akaho Monica Okoye | Pallacanestro        | Torneo femminile            |
| Argento  | Yumi Kajihara | Ciclismo             | Omnium femminile            |

### Medaglie di bronzo
| Medaglia | Nome                                      | Sport                | Evento                      |
| -------- | ----------------------------------------- | -------------------- | --------------------------- |
| Bronzo   | Fūna Nakayama                             | Skateboard           | Street femminile            |
| Bronzo   | Takaharu Furukawa Hiroki Mutō Yūki Kawata | Tiro con l'arco      | Squadre maschile            |
| Bronzo   | Tsukasa Yoshida                           | Judo                 | 57 kg femminile             |
| Bronzo   | Amuro Tsuzuki                             | Surf                 | Shortboard femminile        |
| Bronzo   | Mikiko Andō                               | Sollevamento pesi    | 59 kg femminile             |
| Bronzo   | Mima Ito                                  | Tennistavolo         | Singolo femminile           |
| Bronzo   | Yūta Watanabe Arisa Higashino             | Badminton            | Doppio misto                |
| Bronzo   | Takaharu Furukawa                         | Tiro con l'arco      | Individuale maschile        |
| Bronzo   | Kazuma Kaya                               | Ginnastica           | Cavallo maschile            |
| Bronzo   | Mai Murakami                              | Ginnastica           | Corpo libero femminile      |
| Bronzo   | Shōhei Yabiku                             | Lotta                | Greco-romana 77 kg maschile |
| Bronzo   | Tsukimi Namiki                            | Pugilato             | Pesi mosca femminile        |
| Bronzo   | Ryōmei Tanaka                             | Pugilato             | Pesi mosca maschile         |
| Bronzo   | Toshikazu Yamanishi                       | Atletica leggera     | Marcia 20 km maschile       |
| Bronzo   | Jun Mizutani Kōki Niwa Tomokazu Harimoto  | Tennistavolo         | Squadre maschile            |
| Bronzo   | Akiyo Noguchi                             | Arrampicata sportiva | Gara femminile              |
| Bronzo   | Ryūtarō Araga                             | Karate               | +75 kg maschile             |

## Delegazione
| Sport                | Uomini | Donne | Totale |
| -------------------- | ------ | ----- | ------ |
| Arrampicata sportiva | 2      | 2     | 4      |
| Atletica leggera     | 41     | 9     | 50     |
| Badminton            | 6      | 7     | 13     |
| Baseball             | 24     | -     | 24     |
| Beach volley         | 2      | 2     | 4      |
| Calcio               | 18     | 18    | 36     |
| Canoa/Kayak          | 7      | 5     | 12     |
| Canottaggio          | 1      | 2     | 3      |
| Ciclismo             | 6      | 7     | 13     |
| Equitazione          | 9      | 0     | 9      |
| Ginnastica           | 5      | 12    | 17     |
| Golf                 | 2      | 2     | 4      |
| Hockey su prato      | 16     | 16    | 32     |
| Judo                 | 7      | 7     | 14     |
| Karate               | 4      | 4     | 8      |
| Lotta                | 6      | 6     | 12     |
| Nuoto                | 18     | 17    | 35     |
| Nuoto artistico      | -      | 9     | 9      |
| Pallacanestro        | 12     | 16    | 28     |
| Pallamano            | 14     | 14    | 28     |
| Pallanuoto           | 13     | 13    | 26     |
| Pallavolo            | 12     | 12    | 24     |
| Pentathlon moderno   | 1      | 2     | 3      |
| Pugilato             | 4      | 2     | 6      |
| Rugby a 7            | 12     | 12    | 24     |
| Scherma              | 12     | 9     | 21     |
| Skateboard           | 4      | 6     | 10     |
| Softball             | -      | 15    | 15     |
| Sollevamento pesi    | 4      | 3     | 7      |
| Surf                 | 2      | 2     | 4      |
| Taekwondo            | 2      | 2     | 4      |
| Tennis               | 4      | 5     | 9      |
| Tennistavolo         | 3      | 3     | 6      |
| Tiro                 | 6      | 6     | 12     |
| Tiro con l'arco      | 3      | 3     | 6      |
| Triathlon            | 2      | 2     | 4      |
| Tuffi                | 4      | 4     | 8      |
| Vela                 | 8      | 7     | 15     |
| Totale               | 295    | 261   | 556    |

## Arrampicata sportiva
| Atleta         | Evento         | Qualificazione | Qualificazione | Qualificazione | Qualificazione | Qualificazione | Qualificazione | Qualificazione | Qualificazione | Qualificazione | Qualificazione | Finale          | Finale          | Finale          | Finale          | Finale          | Finale          | Finale          | Finale          | Finale          | Finale |
| Atleta         | Evento         | Speed          | Speed          | Speed          | Lead           | Lead           | Bouldering     | Bouldering     | Bouldering     | Totale         | Totale         | Speed           | Speed           | Lead            | Lead            | Bouldering      | Bouldering      | Bouldering      | Totale          | Totale          |        |
| Atleta         | Evento         | A              | B              | Pos.           | Punti          | Pos.           | Top            | Zona           | Pos.           | Punti          | Pos.           | Migliore        | Pos.            | Punti           | Pos.            | Top             | Zona            | Pos.            | Punti           | Pos.            |        |
| -------------- | -------------- | -------------- | -------------- | -------------- | -------------- | -------------- | -------------- | -------------- | -------------- | -------------- | -------------- | --------------- | --------------- | --------------- | --------------- | --------------- | --------------- | --------------- | --------------- | --------------- | ------ |
| Kai Harada     | Gara maschile  | C              | 7"08           | 15º            | 25+            | 17º            | 1              | 2              | 12º            | 3060           | 18º            | Non qualificato | Non qualificato | Non qualificato | Non qualificato | Non qualificato | Non qualificato | Non qualificato | Non qualificato | Non qualificato |        |
| Tomoa Narasaki | Gara maschile  | DNS            | 5"94           | 2º             | 26+            | 14º            | 2              | 4              | 2º             | 56             | 2º Q           | 6"02            | 2º              | 33+             | 6º              | 1               | 3               | 3º              | 36              | 4º              |        |
| Akiyo Noguchi  | Gara femminile | 8"27           | 8"23           | 9ª             | 27+            | 6ª             | 3              | 4              | 3ª             | 162            | 4ª Q           | 8"42            | 4ª              | 29+             | 4ª              | 0               | 2               | 4ª              | 64              |                 |        |
| Miho Nonaka    | Gara femminile | 7"55           | 7"74           | 4ª             | 30+            | 3ª             | 1              | 3              | 8ª             | 96             | 3ª Q           | 7"76            | 3ª              | 21              | 5ª              | 0               | 2               | 3ª              | 45              |                 |        |

## Atletica leggera

### Uomini
Eventi su pista e strada
| Atleta                                                           | Evento         | Batteria  | Batteria  | Semifinale      | Semifinale      | Finale          | Finale          |
| Atleta                                                           | Evento         | Risultato | Posizione | Risultato       | Posizione       | Risultato       | Posizione       |
| ---------------------------------------------------------------- | -------------- | --------- | --------- | --------------- | --------------- | --------------- | --------------- |
| Ryota Yamagata                                                   | 100 m          | 10"15     | 4º        | Non qualificato | Non qualificato | Non qualificato | Non qualificato |
| Shuhei Tada                                                      | 100 m          | 10"22     | 6º        | Non qualificato | Non qualificato | Non qualificato | Non qualificato |
| Yuki Koike                                                       | 100 m          | 10"22     | 4º        | Non qualificato | Non qualificato | Non qualificato | Non qualificato |
| Abdul Hakim Sani Brown                                           | 200 m          | 21"41     | 6º        | Non qualificato | Non qualificato | Non qualificato | Non qualificato |
| Shōta Iizuka                                                     | 200 m          | 21"02     | 6º        | Non qualificato | Non qualificato | Non qualificato | Non qualificato |
| Jun Yamashita                                                    | 200 m          | 20"78     | 5º        | Non qualificato | Non qualificato | Non qualificato | Non qualificato |
| Julian Walsh                                                     | 400 m          | 46"57     | 6º        | Non qualificato | Non qualificato | Non qualificato | Non qualificato |
| Yuta Bando                                                       | 5000 m         | 14'05"80  | 17º       | N.D.            | N.D.            | Non qualificato | Non qualificato |
| Hiroki Matsueda                                                  | 5000 m         | 14'15"54  | 18º       | N.D.            | N.D.            | Non qualificato | Non qualificato |
| Akira Aizawa                                                     | 10000 m        | N.D.      | N.D.      | N.D.            | N.D.            | 28'18"37        | 17º             |
| Tatsuhiko Ito                                                    | 10000 m        | N.D.      | N.D.      | N.D.            | N.D.            | 29'01"31        | 22º             |
| Shunsuke Izumiya                                                 | 110 m ostacoli | 13"28     | 2º Q      | 13"35           | 3º              | Non qualificato | Non qualificato |
| Shunta Takayama                                                  | 110 m ostacoli | 13"98     | 6º        | Non qualificato | Non qualificato | Non qualificato | Non qualificato |
| Taiō Kanai                                                       | 110 m ostacoli | 13"41     | 3º Q      | 26"11           | 8º              | Non qualificato | Non qualificato |
| Takatoshi Abe                                                    | 400 m ostacoli | 49"98     | 6º        | Non qualificato | Non qualificato | Non qualificato | Non qualificato |
| Kazuki Kurokawa                                                  | 400 m ostacoli | 50"30     | 6º        | Non qualificato | Non qualificato | Non qualificato | Non qualificato |
| Hiromu Yamauchi                                                  | 400 m ostacoli | 49"21     | 3º Q      | 49"35           | 6º              | Non qualificato | Non qualificato |
| Bruno Dede Yoshihide Kiryū Yuki Koike Shuhei Tada Ryota Yamagata | 4×100 m        | 38"16     | 3ª Q      | N.D.            | N.D.            | DNF             | DNF             |
| Rikuya Itō Kaito Kawabata Kentarō Satō Aoto Suzuki Julian Walsh  | 4×400 m        | 3'00"76   | 5ª        | N.D.            | N.D.            | Non qualificata | Non qualificata |
| Shogo Nakamura                                                   | Maratona       | N.D.      | N.D.      | N.D.            | N.D.            | 2h22'23"        | 62º             |
| Suguru Osako                                                     | Maratona       | N.D.      | N.D.      | N.D.            | N.D.            | 2h10'41"        | 6º              |
| Yuma Hattori                                                     | Maratona       | N.D.      | N.D.      | N.D.            | N.D.            | 2h30'08"        | 73º             |
| Koki Ikeda                                                       | Marcia 20 km   | N.D.      | N.D.      | N.D.            | N.D.            | 1h21'14"        |                 |
| Toshikazu Yamanishi                                              | Marcia 20 km   | N.D.      | N.D.      | N.D.            | N.D.            | 1h21'28"        |                 |
| Eiki Takanashi                                                   | Marcia 20 km   | N.D.      | N.D.      | N.D.            | N.D.            | 1h27'29"        | 32º             |
| Hayato Katsuki                                                   | Marcia 50 km   | N.D.      | N.D.      | N.D.            | N.D.            | 4h06'32"        | 30º             |
| Masatora Kawano                                                  | Marcia 50 km   | N.D.      | N.D.      | N.D.            | N.D.            | 3h51'56"        | 6º              |
| Satoshi Maruo                                                    | Marcia 50 km   | N.D.      | N.D.      | N.D.            | N.D.            | 4h06'44"        | 32º             |

Eventi su campo
| Atleta            | Evento                 | Qualificazione | Qualificazione | Finale          | Finale          |
| Atleta            | Evento                 | Risultato      | Posizione      | Risultato       | Posizione       |
| ----------------- | ---------------------- | -------------- | -------------- | --------------- | --------------- |
| Takashi Etō       | Salto in alto          | 2,21           | =17º           | Non qualificato | Non qualificato |
| Naoto Tobe        | Salto in alto          | 2,28           | =4º q          | 2,24            | 13º             |
| Seito Yamamoto    | Salto con l'asta       | 5,30           | =25º           | Non qualificato | Non qualificato |
| Masaki Ejima      | Salto con l'asta       | 5,30           | =25º           | Non qualificato | Non qualificato |
| Yōhei Sugai       | Salto in lungo         | 7,61           | 26º            | Non qualificato | Non qualificato |
| Yūki Hashioka     | Salto in lungo         | 8,17           | 3º Q           | 8,10            | 6º              |
| Shotaro Shiroyama | Salto in lungo         | 7,70           | 23º            | Non qualificato | Non qualificato |
| Takuto Kominami   | Lancio del giavellotto | 78,39          | 19º            | Non qualificato | Non qualificato |

### Donne
Eventi su pista e strada
| Atleta                                                     | Evento         | Batteria  | Batteria  | Semifinale      | Semifinale      | Finale          | Finale          |
| Atleta                                                     | Evento         | Risultato | Posizione | Risultato       | Posizione       | Risultato       | Posizione       |
| ---------------------------------------------------------- | -------------- | --------- | --------- | --------------- | --------------- | --------------- | --------------- |
| Ran Urabe                                                  | 1500 m         | 4'07"90   | 9ª        | Non qualificata | Non qualificata | Non qualificata | Non qualificata |
| Nozomi Tanaka                                              | 1500 m         | 4'02"33   | 4ª Q      | 3'59"19         | 5ª Q            | 3'59"95         | 8ª              |
| Kaede Hagitani                                             | 5000 m         | 15'04"95  | 12ª       | N.D.            | N.D.            | Non qualificata | Non qualificata |
| Ririka Hironaka                                            | 5000 m         | 14'55"87  | 9ª q      | N.D.            | N.D.            | 14'52"84        | 9ª              |
| Nozomi Tanaka                                              | 5000 m         | 14'59"93  | 6ª        | N.D.            | N.D.            | Non qualificata | Non qualificata |
| Yuka Ando                                                  | 10000 m        | N.D.      | N.D.      | N.D.            | N.D.            | 32'40"77        | 23ª             |
| Ririka Hironaka                                            | 10000 m        | N.D.      | N.D.      | N.D.            | N.D.            | 31'00"71        | 7ª              |
| Hitomi Shintani                                            | 10000 m        | N.D.      | N.D.      | N.D.            | N.D.            | 32'23"87        | 22ª             |
| Masumi Aoki                                                | 100 m ostacoli | 13"59     | 7ª        | Non qualificata | Non qualificata | Non qualificata | Non qualificata |
| Ayako Kimura                                               | 100 m ostacoli | 13"25     | 7ª        | Non qualificata | Non qualificata | Non qualificata | Non qualificata |
| Asuka Terada                                               | 100 m ostacoli | 12"95     | 5ª q      | 13"06           | 6ª              | Non qualificata | Non qualificata |
| Kaede Hagitani                                             | 3000 m siepi   | 9'43"83   | 10ª       | N.D.            | N.D.            | Non qualificata | Non qualificata |
| Mei Kodama Remi Tsuruta Ami Saitō Hanae Aoyama Yu Ishikawa | 4×100 m        | 43"44     | 7ª        | N.D.            | N.D.            | Non qualificate | Non qualificate |
| Mao Ichiyama                                               | Maratona       | N.D.      | N.D.      | N.D.            | N.D.            | 2h30'13"        | 8ª              |
| Honami Maeda                                               | Maratona       | N.D.      | N.D.      | N.D.            | N.D.            | 2h35'28"        | 33ª             |
| Ayuko Suzuki                                               | Maratona       | N.D.      | N.D.      | N.D.            | N.D.            | 2h33'14"        | 19ª             |
| Nanako Fujii                                               | Marcia 20 km   | N.D.      | N.D.      | N.D.            | N.D.            | 1h31'55"        | 13ª             |
| Kumiko Okada                                               | Marcia 20 km   | N.D.      | N.D.      | N.D.            | N.D.            | 1h31'57"        | 15ª             |

Eventi su campo
| Atleta           | Evento                 | Qualificazione | Qualificazione | Finale    | Finale    |
| Atleta           | Evento                 | Risultato      | Posizione      | Risultato | Posizione |
| ---------------- | ---------------------- | -------------- | -------------- | --------- | --------- |
| Haruka Kitaguchi | Lancio del giavellotto | 62,06          | 6ª q           | 55,42     | 12ª       |

## Badminton

### Singolo
| Atleta          | Evento            | Girone                 | Girone                     | Girone | Ottavi                   | Quarti                     | Semifinale           | Finale / FB          | Finale / FB     |
| Atleta          | Evento            | Avversario Punteggio   | Avversario Punteggio       | Pos.   | Avversario Punteggio     | Avversario Punteggio       | Avversario Punteggio | Avversario Punteggio | Pos.            |
| --------------- | ----------------- | ---------------------- | -------------------------- | ------ | ------------------------ | -------------------------- | -------------------- | -------------------- | --------------- |
| Kento Momota    | Singolo maschile  | Lam V (21–12, 21–9)    | Heo P (15–21, 19–21)       | 2º     | N.D.                     | Non qualificato            | Non qualificato      | Non qualificato      | Non qualificato |
| Kanta Tsuneyama | Singolo maschile  | Paul V (21–8, 21–6)    | Coelho V (21–14, 21–8)     | 1º Q   | Ginting P (18–21, 14–21) | Non qualificato            | Non qualificato      | Non qualificato      | Non qualificato |
| Akane Yamaguchi | Singolo femminile | Shahzad V (21–3, 21–8) | Gilmour V (21–9, 21–18)    | 1ª Q   | Kim V (21–9, 21–7)       | Sindhu P (13–21, 20–22)    | Non qualificata      | Non qualificata      | Non qualificata |
| Nozomi Okuhara  | Singolo femminile | Li V (21–17, 21–4)     | Kosetskaya V (21–6, 21–16) | 1ª Q   | Li V (21–9, 21–7)        | He P (21–13, 13–21, 14–21) | Non qualificata      | Non qualificata      | Non qualificata |

### Doppio
| Atleta                         | Evento           | Girone                                      | Girone                                   | Girone                                | Girone | Quarti                                                 | Semifinale                           | Finale / FB                 | Finale / FB     |
| Atleta                         | Evento           | Avversario Punteggio                        | Avversario Punteggio                     | Avversario Punteggio                  | Pos.   | Avversario Punteggio                                   | Avversario Punteggio                 | Avversario Punteggio        | Pos.            |
| ------------------------------ | ---------------- | ------------------------------------------- | ---------------------------------------- | ------------------------------------- | ------ | ------------------------------------------------------ | ------------------------------------ | --------------------------- | --------------- |
| Hiroyuki Endo Yuta Watanabe    | Doppio maschile  | Olofua / Opeyori V (21–2, 21–7)             | Ivanov / Sozonov V (21–19, 21–19)        | Astrup / Rasmussen V (21–14, 21–12)   | 1ª Q   | Lee / Wang P (16–21, 19–21)                            | Non qualificati                      | Non qualificati             | Non qualificati |
| Takeshi Kamura Keigo Sonoda    | Doppio maschile  | Lamsfuß / Seidel V (21–13, 21–8)            | P. Chew / R. Chew V (21–11, 21–3)        | Li / Liu P (14–21, 16–21)             | 2ª Q   | Ahsan / Setiawan P (14–21, 21–16, 9–21)                | Non qualificati                      | Non qualificati             | Non qualificati |
| Yuki Fukushima Sayaka Hirota   | Doppio femminile | Birch / Smith V (21–13, 21–14)              | Chow / Lee V (17–21, 21–15, 21–8)        | Polii / Rahayu P (22–24, 21–13, 8–21) | 2ª Q   | Chen / Jia P (21–18, 10–21, 10–21)                     | Non qualificate                      | Non qualificate             | Non qualificate |
| Mayu Matsumoto Wakana Nagahara | Doppio femminile | Hany / Hosny V (21–7, 21–3)                 | Honderich / Tsai V (14–21, 21–19, 21–18) | Piek / Seinen V (24–22, 21–15)        | 1ª Q   | Kim / Kong P (8–21, 17–21)                             | Non qualificate                      | Non qualificate             | Non qualificate |
| Yuta Watanabe Arisa Higashino  | Doppio misto     | Christiansen / Bøje V (20–22, 21–11, 21–15) | Leung / Somerville V (21–7, 21–15)       | Jordan / Oktavianti V (21–13, 21–10)  | 1ª Q   | Puavaranukroh / Taerattanachai V (15–21, 21–16, 21–14) | Wang / Huang P (23–21, 15–21, 14–21) | Tang / Tse V (21–17, 23–21) |                 |

## Beach volley
| Atleta                              | Torneo    | Primo turno                         | Primo turno                      | Primo turno                                 | Primo turno | Ripescaggio                            | Ottavi               | Quarti               | Semifinali           | Finale               | Finale |
| Atleta                              | Torneo    | Avversario Punteggio                | Avversario Punteggio             | Avversario Punteggio                        | Pos.        | Avversario Punteggio                   | Avversario Punteggio | Avversario Punteggio | Avversario Punteggio | Avversario Punteggio | Pos.   |
| ----------------------------------- | --------- | ----------------------------------- | -------------------------------- | ------------------------------------------- | ----------- | -------------------------------------- | -------------------- | -------------------- | -------------------- | -------------------- | ------ |
| Yūsuke Ishijima Katsuhiro Shiratori | Maschile  | Kantor / Łosiak P (15–21, 14–21)    | Lupo / Nicolai P (19–21, 16–21)  | Thole / Wickler P (16–21, 11–21)            | 4ª          | Non qualificati                        | Non qualificati      | Non qualificati      | Non qualificati      | Non qualificati      | =19ª   |
| Miki Ishii Megumi Murakami          | Femminile | Hermannová / Sluková V (21–0, 21–0) | Kozuch / Ludwig P (17–21, 20–22) | Betschart / Hüberli P (21–14, 19–21, 12–15) | 3ª R        | Fernández / Baquerizo P (15–21, 10–21) | Non qualificate      | Non qualificate      | Non qualificate      | Non qualificate      | =17ª   |

## Baseball
| Squadra            | Torneo   | Girone                | Girone               | Girone | Round 1              | Ripescaggio 1        | Round 2              | Ripescaggio 2        | Semifinale           | Finale               | Pos. |
| Squadra            | Torneo   | Avversario Punteggio  | Avversario Punteggio | Pos.   | Avversario Punteggio | Avversario Punteggio | Avversario Punteggio | Avversario Punteggio | Avversario Punteggio | Avversario Punteggio | Pos. |
| ------------------ | -------- | --------------------- | -------------------- | ------ | -------------------- | -------------------- | -------------------- | -------------------- | -------------------- | -------------------- | ---- |
| Nazionale maschile | Maschile | Rep. Dominicana V 4–3 | Messico V 7–4        | 1ª Q   | Bye                  | Bye                  | Stati Uniti V 7–6    | Bye                  | Corea del Sud V 5–2  | Stati Uniti V 2–0    |      |

## Calcio
| Squadra             | Torneo    | Girone               | Girone               | Girone               | Girone | Quarti                          | Semifinali           | Finale / FB          | Pos. |
| Squadra             | Torneo    | Avversario Risultato | Avversario Risultato | Avversario Risultato | Pos.   | Avversario Risultato            | Avversario Risultato | Avversario Risultato | Pos. |
| ------------------- | --------- | -------------------- | -------------------- | -------------------- | ------ | ------------------------------- | -------------------- | -------------------- | ---- |
| Nazionale maschile  | Maschile  | Sudafrica V 1–0      | Messico V 2–1        | Francia V 4–0        | 1ª Q   | Nuova Zelanda V 0–0 (4–2 d.t.r) | Spagna P 0–1         | Messico P 1–3        | 4ª   |
| Nazionale femminile | Femminile | Canada N 1–1         | Gran Bretagna P 0–1  | Cile V 1–0           | 3ª Q   | Svezia P 1–3                    | Non qualificata      | Non qualificata      | 8ª   |

## Canoa/kayak

### Slalom
| Atleta        | Evento       | Qualificazioni | Qualificazioni | Qualificazioni | Qualificazioni | Qualificazioni | Qualificazioni | Semifinali      | Semifinali      | Semifinali      | Finale          | Finale          | Finale          |
| Atleta        | Evento       | 1ª manche      | Pos.           | 2ª manche      | Pos.           | Migliore       | Posizione      | Penalità        | Tempo           | Posizione       | Penalità        | Tempo           | Posizione       |
| ------------- | ------------ | -------------- | -------------- | -------------- | -------------- | -------------- | -------------- | --------------- | --------------- | --------------- | --------------- | --------------- | --------------- |
| Takuya Haneda | C1 maschile  | 106"57         | 11º            | 105"15         | 11º            | 105"15         | 13º Q          | 0"              | 107"82          | 10º Q           | 4"              | 109"30          | 10º             |
| Ayano Sato    | C1 femminile | 161"77         | 21ª            | 151"03         | 19ª            | 151"03         | 20ª            | Non qualificata | Non qualificata | Non qualificata | Non qualificata | Non qualificata | Non qualificata |
| Kazuya Adachi | K1 maschile  | 97"72          | 14º            | 92"09          | 6º             | 92"09          | 6º Q           | 0"              | 101"60          | 16º             | Non qualificato | Non qualificato | Non qualificato |
| Aki Yazawa    | K1 femminile | 129"87         | 21ª            | 127"91         | 21ª            | 127"91         | 22ª Q          | 0"              | 124"73          | 19ª             | Non qualificata | Non qualificata | Non qualificata |

### Velocità
| Atleta                                                            | Evento             | Batteria | Batteria  | Quarti          | Quarti          | Semifinale      | Semifinale      | Finale          | Finale          |
| Atleta                                                            | Evento             | Tempo    | Posizione | Tempo           | Posizione       | Tempo           | Posizione       | Tempo           | Posizione       |
| ----------------------------------------------------------------- | ------------------ | -------- | --------- | --------------- | --------------- | --------------- | --------------- | --------------- | --------------- |
| Takanori Tōme                                                     | C1 1000 m maschile | 4'37"208 | 7º        | Non qualificato | Non qualificato | Non qualificato | Non qualificato | Non qualificato | Non qualificato |
| Teruko Kiriake Manaka Kubota                                      | C2 500 m femminile | 2'16"791 | 7ª        | Non qualificate | Non qualificate | Non qualificate | Non qualificate | Non qualificate | Non qualificate |
| Yuka Ono                                                          | K1 200 m femminile | 45"251   | 7ª        | Non qualificata | Non qualificata | Non qualificata | Non qualificata | Non qualificata | Non qualificata |
| Hiroki Fujishima Yūsuke Miyata Momotarō Matsushita Keiji Mizumoto | K4 500 m maschile  | 1'32"295 | 6ª q      | 1'28"211        | 7ª              | Non qualificati | Non qualificati | Non qualificati | Non qualificati |

## Canottaggio
| Atleta                    | Evento                               | Batteria | Batteria  | Ripescaggio | Ripescaggio | Quarti  | Quarti    | Semifinale | Semifinale | Finale / Finale B | Finale / Finale B |
| Atleta                    | Evento                               | Tempo    | Posizione | Tempo       | Posizione   | Tempo   | Posizione | Tempo      | Posizione  | Tempo             | Posizione         |
| ------------------------- | ------------------------------------ | -------- | --------- | ----------- | ----------- | ------- | --------- | ---------- | ---------- | ----------------- | ----------------- |
| Ryuta Arakawa             | Singolo maschile                     | 7'02"79  | 2º Q      | Bye         | Bye         | 7'26"04 | 3º Q      | 6'59"26    | 6º qB      | 6'50"91           | 11º               |
| Chiaki Tomita Ayami Oishi | Due di coppia pesi leggeri femminile | 7'22"47  | 3ª R      | 7'34"45     | 3ª Q        | N.D.    | N.D.      | 6'56"52    | 5ª qB      | 6'54"94           | 10ª               |

## Ciclismo

### Ciclismo su strada
| Atleta          | Evento                   | Tempo    | Posizione |
| --------------- | ------------------------ | -------- | --------- |
| Yukiya Arashiro | Corsa in linea maschile  | 6h15'38" | 35º       |
| Nariyuki Masuda | Corsa in linea maschile  | 6h25'16" | 84º       |
| Hiromi Kaneko   | Corsa in linea femminile | 4h01'08" | 43ª       |
| Eri Yonamine    | Corsa in linea femminile | 3h55'13" | 21ª       |
| Eri Yonamine    | Cronometro femminile     | 34'34"97 | 22ª       |

### Ciclismo su pista
Velocità
| Atleta         | Evento             | Qualificazione     | Qualificazione | Round 1           | R1              | Round 2          | R2              | Round 3          | R3              | Quarti               | Semifinale           | Finale               | Finale          |
| Atleta         | Evento             | Tempo Velocità     | Pos.           | Avversario Tempo  | Tempo           | Avversario Tempo | Tempo           | Avversario Tempo | Tempo           | Avversario Risultato | Avversario Risultato | Avversario Risultato | Pos.            |
| -------------- | ------------------ | ------------------ | -------------- | ----------------- | --------------- | ---------------- | --------------- | ---------------- | --------------- | -------------------- | -------------------- | -------------------- | --------------- |
| Yudai Nitta    | Velocità maschile  | 9"728 74"013 km/h  | 26º            | Non qualificato   | Non qualificato | Non qualificato  | Non qualificato | Non qualificato  | Non qualificato | Non qualificato      | Non qualificato      | Non qualificato      | Non qualificato |
| Yuta Wakimoto  | Velocità maschile  | 9"518 75"646 km/h  | 9º Q           | Quintero V 9"997  | Bye             | Kenny P +0"021   | V 10"323        | Paul P + 0"457   | P +0"325        | Non qualificato      | Non qualificato      | Non qualificato      | Non qualificato |
| Yuka Kobayashi | Velocità femminile | 10"711 67,221 km/h | 17ª Q          | Marchant P +0"612 | V 11"335        | Gros P +0"485    | P +0"275        | Non qualificata  | Non qualificata | Non qualificata      | Non qualificata      | Non qualificata      | Non qualificata |

Keirin
| Atleta         | Evento           | Round 1   | Ripescaggio | Round 2   | Semifinale      | Finale / FB     |
| Atleta         | Evento           | Posizione | Posizione   | Posizione | Posizione       | Posizione       |
| -------------- | ---------------- | --------- | ----------- | --------- | --------------- | --------------- |
| Yudai Nitta    | Keirin maschile  | 1º Q      | Bye         | 6º        | Non qualificato | Non qualificato |
| Yuta Wakimoto  | Keirin maschile  | 1º Q      | Bye         | 1º Q      | 5º qB           | 7º              |
| Yuka Kobayashi | Keirin femminile | 2ª Q      | Bye         | 6ª        | Non qualificata | Non qualificata |

Omnium
| Atleta         | Evento           | Scratch   | Scratch | Corsa a tempo | Corsa a tempo | Corsa a eliminazione | Corsa a eliminazione | Corsa a punti | Corsa a punti | Totale | Totale    |
| Atleta         | Evento           | Posizione | Punti   | Posizione     | Punti         | Posizione            | Punti                | Posizione     | Punti         | Punti  | Posizione |
| -------------- | ---------------- | --------- | ------- | ------------- | ------------- | -------------------- | -------------------- | ------------- | ------------- | ------ | --------- |
| Eiya Hashimoto | Omnium maschile  | 8º        | 26      | 16º           | 10            | 12º                  | 18                   | 15º           | 0             | 54     | 15º       |
| Yumi Kajihara  | Omnium femminile | 2ª        | 38      | 5ª            | 32            | 2ª                   | 38                   | 11ª           | 2             | 110    |           |

Americana
| Atleta                        | Evento              | Punti  | Punti | Posizione |
| Atleta                        | Evento              | Sprint | Giri  | Posizione |
| ----------------------------- | ------------------- | ------ | ----- | --------- |
| Yumi Kajihara Kisato Nakamura | Americana femminile | DNF    | DNF   | 13ª       |

### Mountain bike
| Atleta         | Evento                  | Tempo    | Posizione |
| -------------- | ----------------------- | -------- | --------- |
| Kōhei Yamamoto | Cross-country maschile  | 1h32'35" | 29º       |
| Miho Imai      | Cross-country femminile | LAP      | LAP       |

### BMX
Corsa
| Atleta             | Evento          | Quarti | Quarti    | Semifinale      | Semifinale      | Finale          | Finale          |
| Atleta             | Evento          | Punti  | Posizione | Punti           | Posizione       | Tempo           | Posizione       |
| ------------------ | --------------- | ------ | --------- | --------------- | --------------- | --------------- | --------------- |
| Yoshitaku Nagasako | Corsa maschile  | 12     | 5º        | Non qualificato | Non qualificato | Non qualificato | Non qualificato |
| Sae Hatakeyama     | Corsa femminile | 22     | 6ª        | Non qualificata | Non qualificata | Non qualificata | Non qualificata |

Freestyle
| Atleta       | Evento              | Qualificazioni | Qualificazioni | Qualificazioni | Qualificazioni | Finale  | Finale  | Finale   | Finale    |
| Atleta       | Evento              | Prova 1        | Prova 2        | Media          | Posizione      | Prova 1 | Prova 2 | Migliore | Posizione |
| ------------ | ------------------- | -------------- | -------------- | -------------- | -------------- | ------- | ------- | -------- | --------- |
| Rim Nakamura | Freestyle maschile  | 86,20          | 89,14          | 87,67          | 2º Q           | 72,20   | 85,10   | 85,10    | 5º        |
| Minato Oike  | Freestyle femminile | 60,00          | 62,90          | 61,45          | 8ª             | 13,40   | 75,40   | 75,40    | 7ª        |

## Equitazione

### Dressage
| Atleta                                       | Cavallo                | Evento      | Grand Prix | Grand Prix | Grand Prix Special | Grand Prix Special | Grand Prix Freestyle | Grand Prix Freestyle | Grand Prix Freestyle | Grand Prix Freestyle |
| Atleta                                       | Cavallo                | Evento      | Punteggio  | Classifica | Punteggio          | Classifica         | Tecnico              | Artistico            | Totale               | Classifica           |
| -------------------------------------------- | ---------------------- | ----------- | ---------- | ---------- | ------------------ | ------------------ | -------------------- | -------------------- | -------------------- | -------------------- |
| Shingo Hayashi                               | Scolari                | Individuale | 65,714     | 48º        | N.D.               | N.D.               | Non qualificato      | Non qualificato      | Non qualificato      | Non qualificato      |
| Hiroyuki Kitahara                            | Huracan                | Individuale | 66,304     | 45º        | N.D.               | N.D.               | Non qualificato      | Non qualificato      | Non qualificato      | Non qualificato      |
| Kazuki Sado                                  | Ludwig der Sonnenkönig | Individuale | 62,531     | 56º        | N.D.               | N.D.               | Non qualificato      | Non qualificato      | Non qualificato      | Non qualificato      |
| Shingo Hayashi Hiroyuki Kitahara Kazuki Sado | Vedi sopra             | Squadre     | 6264,5     | 14ª        | Non qualificata    | Non qualificata    | N.D.                 | N.D.                 | N.D.                 | N.D.                 |

### Concorso completo
| Atleta                                       | Cavallo           | Evento      | Dressage | Dressage | Cross-country | Cross-country | Cross-country | Salto ostacoli  | Salto ostacoli  | Salto ostacoli  | Salto ostacoli  | Salto ostacoli  | Salto ostacoli  | Totale          | Totale          |                 |
| Atleta                                       | Cavallo           | Evento      | Dressage | Dressage | Cross-country | Cross-country | Cross-country | Qualificazione  | Qualificazione  | Qualificazione  | Finale          | Finale          | Finale          | Totale          | Totale          |                 |
| Atleta                                       | Cavallo           | Evento      | Penalità | Pos.     | Penalità      | Totale        | Pos.          | Penalità        | Totale          | Pos.            | Penalità        | Totale          | Pos.            | Penalità        | Pos.            |                 |
| -------------------------------------------- | ----------------- | ----------- | -------- | -------- | ------------- | ------------- | ------------- | --------------- | --------------- | --------------- | --------------- | --------------- | --------------- | --------------- | --------------- | --------------- |
| Yoshiaki Oiwa                                | Calle             | Individuale | 31,50    | 21º      | EL            | EL            | EL            | Non qualificato | Non qualificato | Non qualificato | Non qualificato | Non qualificato | Non qualificato | Non qualificato | Non qualificato |                 |
| Toshiyuki Tanaka                             | Talma d'Allou     | Individuale | 32,70    | 29º      | 30,80         | 63,50         | 35º           | 12,00           | 75,50           | 34º             | Non qualificato | Non qualificato | Non qualificato | Non qualificato | Non qualificato | Non qualificato |
| Kazuma Tomoto                                | Vinci de la Vigne | Individuale | 26,10    | 7º       | 1,40          | 27,50         | 5º            | 4,00            | 31,50           | 7º              | 0,40            | 31,90           | 4º              | 31,90           | 4º              |                 |
| Yoshiaki Oiwa Toshiyuki Tanaka Kazuma Tomoto | Vedi sopra        | Squadre     | 90,10    | 4ª       | 232,40        | 322,50        | 11ª           | 36,00           | 358,50          | 11ª             | N.D.            | N.D.            | N.D.            | 358,50          | 11ª             |                 |

### Salto ostacoli
| Atleta                                  | Cavallo         | Evento      | Qualificazione | Qualificazione | Finale          | Finale          | Jump-off        | Jump-off        |
| Atleta                                  | Cavallo         | Evento      | Penalità       | Pos.           | Penalità        | Pos.            | Penalità        | Pos.            |
| --------------------------------------- | --------------- | ----------- | -------------- | -------------- | --------------- | --------------- | --------------- | --------------- |
| Daisuke Fukushima                       | Canyon          | Individuale | 0,00           | 1º Q           | 0,00            | 1º Q            | 0,00            | 6º              |
| Koki Saito                              | Chilensky       | Individuale | 0,00           | 1º Q           | 5,00            | 13º             | Non qualificato | Non qualificato |
| Eiken Sato                              | Saphyr des Lacs | Individuale | 1,00           | 26º Q          | 16,00           | 25º             | Non qualificato | Non qualificato |
| Daisuke Fukushima Koki Saito Eiken Sato | Vedi sopra      | Squadre     | EL             | EL             | Non qualificata | Non qualificata | Non qualificata | Non qualificata |

## Ginnastica

### Ginnastica artistica

#### Uomini
| Atleta          | Evento               | Qualificazione                               | Qualificazione                               | Qualificazione                               | Qualificazione                               | Qualificazione                               | Qualificazione                               | Qualificazione                               | Qualificazione                               | Finale   | Finale   | Finale   | Finale   | Finale   | Finale   | Finale  | Finale |
| Atleta          | Evento               | Attrezzo                                     | Attrezzo                                     | Attrezzo                                     | Attrezzo                                     | Attrezzo                                     | Attrezzo                                     | Totale                                       | Pos.                                         | Attrezzo | Attrezzo | Attrezzo | Attrezzo | Attrezzo | Attrezzo | Totale  | Pos.   |
| Atleta          | Evento               | CL                                           | C                                            | A                                            | V                                            | P                                            | S                                            | Totale                                       | Pos.                                         | CL       | C        | A        | V        | P        | S        | Totale  | Pos.   |
| --------------- | -------------------- | -------------------------------------------- | -------------------------------------------- | -------------------------------------------- | -------------------------------------------- | -------------------------------------------- | -------------------------------------------- | -------------------------------------------- | -------------------------------------------- | -------- | -------- | -------- | -------- | -------- | -------- | ------- | ------ |
| Daiki Hashimoto | Concorso a squadre   | 14.700                                       | 14.766                                       | 13.866                                       | 14.866                                       | 15.300                                       | 15.033 Q                                     | 88.531                                       | 1º Q                                         | 14.600   | 14.800   | 13.833   | 14.833   | N.D.     | 15.100   | N.D.    | N.D.   |
| Kazuma Kaya     | Concorso a squadre   | 13.933                                       | 14.833 Q                                     | 14.366                                       | 13.200                                       | 15.100                                       | 14.033                                       | 85.465                                       | 9º                                           | N.D.     | 14.566   | 14.100   | N.D.     | 15.000   | 14.200   | N.D.    | N.D.   |
| Takeru Kitazono | Concorso a squadre   | 14.666                                       | 13.916                                       | 13.333                                       | 14.700                                       | 14.900                                       | 14.433 Q                                     | 85.948                                       | 7º Q                                         | 14.600   | 14.200   | N.D.     | 14.166   | 15.000   | 14.500   | N.D.    | N.D.   |
| Wataru Tanigawa | Concorso a squadre   | 14.466                                       | 13.833                                       | 14.300                                       | 13.666                                       | 15.241                                       | 13.400                                       | 84.906                                       | 13º                                          | 14.500   | N.D.     | 14.500   | 15.233   | 14.666   | N.D.     | N.D.    | N.D.   |
| Totale squadra  | Concorso a squadre   | 43.832                                       | 42.515                                       | 42.532                                       | 43.232                                       | 45.641                                       | 43.499                                       | 262.251                                      | 1ª Q                                         | 43.700   | 43.566   | 42.433   | 44.232   | 44.666   | 43.800   | 262.397 |        |
| Daiki Hashimoto | Concorso individuale | Vedi sopra qualificazioni concorso a squadre | Vedi sopra qualificazioni concorso a squadre | Vedi sopra qualificazioni concorso a squadre | Vedi sopra qualificazioni concorso a squadre | Vedi sopra qualificazioni concorso a squadre | Vedi sopra qualificazioni concorso a squadre | Vedi sopra qualificazioni concorso a squadre | Vedi sopra qualificazioni concorso a squadre | 14.833   | 15.166   | 13.533   | 14.700   | 15.300   | 14.933   | 88.465  |        |
| Takeru Kitazono | Concorso individuale | Vedi sopra qualificazioni concorso a squadre | Vedi sopra qualificazioni concorso a squadre | Vedi sopra qualificazioni concorso a squadre | Vedi sopra qualificazioni concorso a squadre | Vedi sopra qualificazioni concorso a squadre | Vedi sopra qualificazioni concorso a squadre | Vedi sopra qualificazioni concorso a squadre | Vedi sopra qualificazioni concorso a squadre | 14.566   | 14.500   | 13.500   | 14.666   | 15.066   | 14.400   | 86.698  | 5º     |
| Kazuma Kaya     | Cavallo              | N.D.                                         | 14.833                                       | N.D.                                         | N.D.                                         | N.D.                                         | N.D.                                         | N.D.                                         | 7º Q                                         | N.D.     | 14.900   | N.D.     | N.D.     | N.D.     | N.D.     | N.D.    |        |
| Daiki Hashimoto | Sbarra               | N.D.                                         | N.D.                                         | N.D.                                         | N.D.                                         | N.D.                                         | 15.033                                       | N.D.                                         | 1º Q                                         | N.D.     | N.D.     | N.D.     | N.D.     | N.D.     | 15.066   | N.D.    |        |
| Takeru Kitazono | Sbarra               | N.D.                                         | N.D.                                         | N.D.                                         | N.D.                                         | N.D.                                         | 14.433                                       | N.D.                                         | 6º Q                                         | N.D.     | N.D.     | N.D.     | N.D.     | N.D.     | 12.333   | N.D.    | 6º     |

#### Donne
| Atleta          | Evento               | Qualificazione                               | Qualificazione                               | Qualificazione                               | Qualificazione                               | Qualificazione                               | Qualificazione                               | Finale   | Finale   | Finale   | Finale   | Finale  | Finale |
| Atleta          | Evento               | Attrezzo                                     | Attrezzo                                     | Attrezzo                                     | Attrezzo                                     | Totale                                       | Pos.                                         | Attrezzo | Attrezzo | Attrezzo | Attrezzo | Totale  | Pos.   |
| Atleta          | Evento               | CL                                           | V                                            | T                                            | P                                            | Totale                                       | Pos.                                         | CL       | V        | T        | P        | Totale  | Pos.   |
| --------------- | -------------------- | -------------------------------------------- | -------------------------------------------- | -------------------------------------------- | -------------------------------------------- | -------------------------------------------- | -------------------------------------------- | -------- | -------- | -------- | -------- | ------- | ------ |
| Hitomi Hatakeda | Concorso a squadre   | 13.333                                       | 12.266                                       | 13.000                                       | 14.133                                       | 52.732                                       | 39ª                                          | 12.800   | N.D.     | 13.333   | 14.100   | N.D.    | N.D.   |
| Yuna Hiraiwa    | Concorso a squadre   | 12.666                                       | 13.733                                       | 13.533                                       | 11.700                                       | 51.632                                       | 49ª                                          | N.D.     | 13.900   | 13.566   | N.D.     | N.D.    | N.D.   |
| Mai Murakami    | Concorso a squadre   | 13.933 Q                                     | 14.433                                       | 13.366                                       | 12.133                                       | 53.965                                       | 23ª Q                                        | 14.066   | 14.266   | 13.833   | 12.700   | N.D.    | N.D.   |
| Aiko Sugihara   | Concorso a squadre   | 13.333                                       | 14.266                                       | 11.566                                       | 13.366                                       | 52.531                                       | 41ª                                          | 13.200   | 14.183   | N.D.     | 13.333   | N.D.    | N.D.   |
| Totale squadra  | Concorso a squadre   | 40.599                                       | 42.432                                       | 39.999                                       | 39.632                                       | 162.662                                      | 8ª Q                                         | 40.066   | 42.349   | 40.732   | 40.133   | 163.280 | 5ª     |
| Mai Murakami    | Concorso individuale | Vedi sopra qualificazioni concorso a squadre | Vedi sopra qualificazioni concorso a squadre | Vedi sopra qualificazioni concorso a squadre | Vedi sopra qualificazioni concorso a squadre | Vedi sopra qualificazioni concorso a squadre | Vedi sopra qualificazioni concorso a squadre | 14.000   | 14.533   | 13.766   | 13.733   | 56.032  | 5ª     |
| Mai Murakami    | Corpo libero         | 13.933                                       | N.D.                                         | N.D.                                         | N.D.                                         | N.D.                                         | 8ª Q                                         | 14.166   | N.D.     | N.D.     | N.D.     | N.D.    |        |

### Ginnastica ritmica
| Atleta                                                                    | Evento               | Qualificazione | Qualificazione | Qualificazione        | Qualificazione        | Qualificazione | Qualificazione | Finale          | Finale          | Finale                | Finale                | Finale          | Finale          |
| Atleta                                                                    | Evento               | Attrezzo       | Attrezzo       | Attrezzo              | Attrezzo              | Totale         | Pos.           | Attrezzo        | Attrezzo        | Attrezzo              | Attrezzo              | Totale          | Pos.            |
| Atleta                                                                    | Evento               | Cerchio        | Palla          | Clavi                 | Nastro                | Totale         | Pos.           | Cerchio         | Palla           | Clavi                 | Nastro                | Totale          | Pos.            |
| ------------------------------------------------------------------------- | -------------------- | -------------- | -------------- | --------------------- | --------------------- | -------------- | -------------- | --------------- | --------------- | --------------------- | --------------------- | --------------- | --------------- |
| Chisaki Oiwa                                                              | Concorso individuale | 23.100         | 19.600         | 23.600                | 21.250                | 87.550         | 19ª            | Non qualificata | Non qualificata | Non qualificata       | Non qualificata       | Non qualificata | Non qualificata |
| Sumire Kita                                                               | Concorso individuale | 23.150         | 23.900         | 24.550                | 21.200                | 92.800         | 11ª            | Non qualificata | Non qualificata | Non qualificata       | Non qualificata       | Non qualificata | Non qualificata |
| Sakura Noshitani Sayuri Sugimoto Ayuka Suzuki Nanami Takenaka Kiko Yokota | Concorso a squadre   | 5 palle        | 5 palle        | 3 cerchi e 2 clavette | 3 cerchi e 2 clavette | 79.725         | 7ª Q           | 5 palle         | 5 palle         | 3 cerchi e 2 clavette | 3 cerchi e 2 clavette | 72.500          | 8ª              |
| Sakura Noshitani Sayuri Sugimoto Ayuka Suzuki Nanami Takenaka Kiko Yokota | Concorso a squadre   | 40.400         | 40.400         | 39.325                | 39.325                | 79.725         | 7ª Q           | 42.750          | 42.750          | 29.750                | 29.750                | 72.500          | 8ª              |

### Trampolino elastico
| Atleta        | Evento               | Qualificazione | Qualificazione | Finale          | Finale          |
| Atleta        | Evento               | Punti          | Posizione      | Punti           | Posizione       |
| ------------- | -------------------- | -------------- | -------------- | --------------- | --------------- |
| Daiki Kishi   | Trampolino maschile  | 111.540        | 6º Q           | 57.815          | 7º              |
| Ryōsuke Sakai | Trampolino maschile  | 62.250         | 15º            | Non qualificato | Non qualificato |
| Hikaru Mori   | Trampolino femminile | 63.775         | 13ª            | Non qualificata | Non qualificata |
| Megu Uyama    | Trampolino femminile | 103.585        | 5ª Q           | 54.655          | 5ª              |

## Golf
| Atleta           | Torneo    | Round 1   | Round 2   | Round 3   | Round 4   | Totale    | Totale | Totale    |
| Atleta           | Torneo    | Punteggio | Punteggio | Punteggio | Punteggio | Punteggio | Par    | Posizione |
| ---------------- | --------- | --------- | --------- | --------- | --------- | --------- | ------ | --------- |
| Hideki Matsuyama | Maschile  | 69        | 64        | 67        | 69        | 269       | −15    | 4º        |
| Rikuya Hoshino   | Maschile  | 71        | 68        | 73        | 66        | 278       | −6     | 38º       |
| Nasa Hataoka     | Femminile | 70        | 68        | 67        | 69        | 274       | −10    | 9ª        |
| Mone Inami       | Femminile | 70        | 65        | 68        | 65        | 268       | −16    |           |

## Hockey su prato
| Squadra             | Torneo    | Girone               | Girone               | Girone               | Girone               | Girone               | Girone | Quarti               | Semifinali           | Finale               | Pos. |
| Squadra             | Torneo    | Avversario Punteggio | Avversario Punteggio | Avversario Punteggio | Avversario Punteggio | Avversario Punteggio | Pos.   | Avversario Punteggio | Avversario Punteggio | Avversario Punteggio | Pos. |
| ------------------- | --------- | -------------------- | -------------------- | -------------------- | -------------------- | -------------------- | ------ | -------------------- | -------------------- | -------------------- | ---- |
| Nazionale maschile  | Maschile  | Australia P 3–5      | Argentina P 1–2      | Nuova Zelanda N 2–2  | Spagna P 1–4         | India P 3–5          | 6ª     | Non qualificata      | Non qualificata      | Non qualificata      | 11ª  |
| Nazionale femminile | Femminile | Cina P 3–4           | Nuova Zelanda P 1–2  | Australia P 0–1      | Argentina P 1–2      | Spagna P 1–4         | 6ª     | Non qualificata      | Non qualificata      | Non qualificata      | 11ª  |

## Judo

### Uomini
| Atleta             | Evento  | Preliminari          | 16-esimi             | Ottavi                | Quarti                    | Semifinali               | Ripescaggio          | Finale                    | Pos.            |
| Atleta             | Evento  | Avversario Punteggio | Avversario Punteggio | Avversario Punteggio  | Avversario Punteggio      | Avversario Punteggio     | Avversario Punteggio | Avversario Punteggio      | Pos.            |
| ------------------ | ------- | -------------------- | -------------------- | --------------------- | ------------------------- | ------------------------ | -------------------- | ------------------------- | --------------- |
| Naohisa Takato     | 60 kg   | N.D.                 | Bye                  | Verstraeten V 010–000 | Chkhvimiani V 101–000     | Smetov V 012–002         | Bye                  | Yang V 101–003            |                 |
| Hifumi Abe         | 66 kg   | N.D.                 | Bye                  | Le Blouch V 100–002   | Yondonperenlein V 010–001 | Cargnin V 100–000        | Bye                  | Margvelashvili V 010–000  |                 |
| Shōhei Ōno         | 73 kg   | Bye                  | Raicu V 100–000      | Çiloğlu V 101–000     | Orucov V 101–000          | Tsend-Ochiryn V 011–002  | Bye                  | Shavdatuashvili V 012–001 |                 |
| Takanori Nagase    | 81 kg   | Bye                  | Albayrak V 102–003   | Parlati V 102–002     | Ressel V 012–000          | Casse V 011–002          | Bye                  | Mollaei V 011–000         |                 |
| Shōichirō Mukai    | 90 kg   | Bye                  | Feuillet V 100–000   | Tóth P 001–101        | Non qualificato           | Non qualificato          | Non qualificato      | Non qualificato           | Non qualificato |
| Aaron Wolf         | 100 kg  | N.D.                 | Bye                  | Khurramov V 100–000   | Paltchik V 011–001        | Lip'art'eliani V 011–000 | Bye                  | Cho V 102–002             |                 |
| Hisayoshi Harasawa | +100 kg | N.D.                 | Bye                  | Kim V 012–001         | Chammo V 101–001          | Krpálek P 001–011        | Bye                  | Riner P 003–101           | 5º              |

### Donne
| Atleta          | Evento | 16-esimi             | Ottavi                 | Quarti                | Semifinali            | Ripescaggio          | Finale                   | Pos.            |
| Atleta          | Evento | Avversario Punteggio | Avversario Punteggio   | Avversario Punteggio  | Avversario Punteggio  | Avversario Punteggio | Avversario Punteggio     | Pos.            |
| --------------- | ------ | -------------------- | ---------------------- | --------------------- | --------------------- | -------------------- | ------------------------ | --------------- |
| Funa Tonaki     | 48 kg  | Bye                  | Csernoviczki V 100–000 | Pareto V 100–000      | Bilodid V 010–000     | Bye                  | Krasniqi P 000–010       |                 |
| Uta Abe         | 52 kg  | Bye                  | Pimenta V 100–001      | Giles V 011–000       | Giuffrida V 011–002   | Bye                  | Buchard V 101–000        |                 |
| Tsukasa Yoshida | 57 kg  | Bye                  | Lu V 101–001           | Nelson-Levy V 010–001 | Gjakova P 000–011     | Bye                  | Lip'art'eliani V 101–000 |                 |
| Miku Tashiro    | 63 kg  | Renshall V 010–002   | Ozdoba-Błach P 001–101 | Non qualificata       | Non qualificata       | Non qualificata      | Non qualificata          | Non qualificata |
| Chizuru Arai    | 70 kg  | Bye                  | Pérez V 101–000        | Scoccimarro V 100–000 | Tajmazova V 101–002   | Bye                  | Polleres V 010–001       |                 |
| Shōri Hamada    | 78 kg  | Bye                  | Pacut V 100–000        | Babintseva V 112–002  | Wagner V 101–000      | Bye                  | Malonga V 100–000        |                 |
| Akira Sone      | +78 kg | Bye                  | Hershko V 110–000      | Sayit V 100–001       | Kindzers'ka V 100–001 | Bye                  | Ortiz V 101–003          |                 |

### Misto
| Atleta                                                                                | Evento        | Ottavi               | Quarti               | Semifinali           | Ripescaggio          | Finale               | Pos. |
| Atleta                                                                                | Evento        | Avversario Punteggio | Avversario Punteggio | Avversario Punteggio | Avversario Punteggio | Avversario Punteggio | Pos. |
| ------------------------------------------------------------------------------------- | ------------- | -------------------- | -------------------- | -------------------- | -------------------- | -------------------- | ---- |
| Shoichiro Mukai Shōhei Ōno Aaron Wolf Uta Abe Chizuru Arai Akira Sone Tsukasa Yoshida | Squadre miste | Bye                  | Germania V 4–2       | ROC V 4–0            | Bye                  | Francia P 1–4        |      |

## Karate
Kumite
| Atleta        | Evento           | Girone               | Girone               | Girone               | Girone               | Girone | Semifinali           | Finale               | Pos.            |
| Atleta        | Evento           | Avversario Punteggio | Avversario Punteggio | Avversario Punteggio | Avversario Punteggio | Pos.   | Avversario Punteggio | Avversario Punteggio | Pos.            |
| ------------- | ---------------- | -------------------- | -------------------- | -------------------- | -------------------- | ------ | -------------------- | -------------------- | --------------- |
| Naoto Sago    | 67 kg maschile   | El-Sawy V 4–3        | Farzaliyev P 0–1     | Assadilov P 0–3      | Şamdan P 1–2         | 4º     | Non qualificato      | Non qualificato      | Non qualificato |
| Ken Nishimura | 75 kg maschile   | Scott V 2–0          | Horuna P 1–2         | Abdelaziz V 8–7      | Hárspataki P 1–3     | 3º     | Non qualificato      | Non qualificato      | Non qualificato |
| Ryūtarō Araga | +75 kg maschile  | Arkania V 3–2        | Yuldashev V 4–2      | Aktaş V 5–3          | Horne V R-I          | 1º Q   | Hamedi P 0–2         | Non qualificato      |                 |
| Miho Miyahara | 55 kg femminile  | Plank V 6–2          | Sayed P 3–5          | Zhangbyrbay V 11–2   | Terljuha P 0–4       | 3ª     | Non qualificata      | Non qualificata      | Non qualificata |
| Mayumi Someya | 61 kg femminile  | Çoban P 4–0          | Heurtault V 6–3      | Yin P 2–4            | Garcés P 5–8         | 4ª     | Non qualificata      | Non qualificata      | Non qualificata |
| Ayumi Uekusa  | +61 kg femminile | Semeraro P 3–4       | Zaretska P 1–4       | Hocaoğlu V 5–4       | Berultseva V 5–1     | 3ª     | Non qualificata      | Non qualificata      | Non qualificata |

Kata
| Atleta        | Evento         | Round eliminatorio | Round eliminatorio | Ranking round | Ranking round | Finale                 | Pos. |
| Atleta        | Evento         | Punteggio          | Posizione          | Punteggio     | Posizione     | Avversario Punteggio   | Pos. |
| ------------- | -------------- | ------------------ | ------------------ | ------------- | ------------- | ---------------------- | ---- |
| Ryo Kiyuna    | Kata maschile  | 28,33              | 1ª Q               | 28,72         | 1ª Q          | Quintero V 28,72-27,66 |      |
| Kiyou Shimizu | Kata femminile | 27,70              | 1º Q               | 27,86         | 1º Q          | Sánchez P 27,88–28,06  |      |

## Lotta

### Libera
| Atleta          | Evento          | Ottavi               | Quarti               | Semifinali           | Ripescaggio          | Finale               | Pos.            |
| Atleta          | Evento          | Avversario Risultato | Avversario Risultato | Avversario Risultato | Avversario Risultato | Avversario Risultato | Pos.            |
| --------------- | --------------- | -------------------- | -------------------- | -------------------- | -------------------- | -------------------- | --------------- |
| Yūki Takahashi  | 57 kg maschile  | Mićić V 3–0          | Sanayev P 1–3        | Non qualificato      | Non qualificato      | Non qualificato      | Non qualificato |
| Takuto Otoguro  | 65 kg maschile  | Tömör-Ochiryn V 3–1  | Muszukajev V 3–1     | Rašidov V 3–1        | Bye                  | Əliyev V 3–1         |                 |
| Keisuke Otoguro | 74 kg maschile  | Göçen P 0–5          | Non qualificato      | Non qualificato      | Non qualificato      | Non qualificato      | Non qualificato |
| Sosuke Takatani | 86 kg maschile  | Kaisanov P 1–3       | Non qualificato      | Non qualificato      | Non qualificato      | Non qualificato      | Non qualificato |
| Yui Susaki      | 50 kg femminile | Tsogt-Ochiryn V 4–0  | Yépez V 4–0          | Stadnyk V 4-0        | Bye                  | Sun V 4–0            |                 |
| Mayu Mukaida    | 53 kg femminile | Essombe V 4–0        | Zasina V 4–1         | Bat-Ochiryn V 3–1    | Bye                  | Pang V 3–1           |                 |
| Risako Kawai    | 57 kg femminile | Camara V 3–1         | Boldsaikhany V 3–0   | Maroulis V 3–1       | Bye                  | Kuračkina V 3–0      |                 |
| Yukako Kawai    | 62 kg femminile | Ovčarova V 4–0       | Johansson V 3–1      | Jusein V 3–1         | Bye                  | Tynybekova V 3–1     |                 |
| Sara Doshō      | 68 kg femminile | Mensah P 0–4         | Non qualificata      | Non qualificata      | Zhou V 3–1           | Čerkasova P 0–5      | 5ª              |
| Hiroe Suzuki    | 76 kg femminile | Ochirbatyn V 3–0     | Mäe V 3–0            | Rotter-Focken P 1–3  | Bye                  | Zhou P 0–5           | 5ª              |

### Greco-romana
| Atleta            | Evento         | Ottavi               | Quarti               | Semifinali           | Ripescaggio          | Finale / FB          | Pos. |
| Atleta            | Evento         | Avversario Risultato | Avversario Risultato | Avversario Risultato | Avversario Risultato | Avversario Risultato | Pos. |
| ----------------- | -------------- | -------------------- | -------------------- | -------------------- | -------------------- | -------------------- | ---- |
| Ken'ichirō Fumita | 60 kg maschile | Fergat V 4–0         | Sailike V 3–1        | Temirov V 3–1        | Bye                  | Orta P 1–3           |      |
| Shohei Yabiku     | 77 kg maschile | Zhadrayev V 3–1      | Lőrincz P 1–3        | Non qualificato      | Ayet Ikram V 5–0     | Geraei V 4–1         |      |

## Nuoto

### Uomini
| Atleta                                                                     | Evento               | Batterie | Batterie  | Semifinali      | Semifinali      | Finale          | Finale          |
| Atleta                                                                     | Evento               | Tempo    | Posizione | Tempo           | Posizione       | Tempo           | Posizione       |
| -------------------------------------------------------------------------- | -------------------- | -------- | --------- | --------------- | --------------- | --------------- | --------------- |
| Katsumi Nakamura                                                           | 100 m stile libero   | 48"48    | 17º       | Non qualificato | Non qualificato | Non qualificato | Non qualificato |
| Katsuhiro Matsumoto                                                        | 200 m stile libero   | 1'46"69  | 17º       | Non qualificato | Non qualificato | Non qualificato | Non qualificato |
| Ryōsuke Irie                                                               | 100 m dorso          | 52"99    | 5º Q      | 53"21           | 9º              | Non qualificato | Non qualificato |
| Ryōsuke Irie                                                               | 200 m dorso          | 1'56"97  | 8º Q      | 1'56"69         | 8º Q            | 1'57"32         | 7º              |
| Keita Sunama                                                               | 200 m dorso          | 1'57"07  | 9º Q      | 1'57"16         | 14º             | Non qualificato | Non qualificato |
| Ryūya Mura                                                                 | 100 m rana           | 59"40    | 11º Q     | 59"82           | 13º             | Non qualificato | Non qualificato |
| Shoma Sato                                                                 | 100 m rana           | 1'00"04  | 20º       | Non qualificato | Non qualificato | Non qualificato | Non qualificato |
| Ryūya Mura                                                                 | 200 m rana           | 2'09"00  | 8º Q      | 2'08"27         | 6º Q            | 2'08"42         | 7º              |
| Shoma Sato                                                                 | 200 m rana           | 2'09"43  | 11º Q     | 2'09"04         | 10º             | Non qualificato | Non qualificato |
| Takeshi Kawamoto                                                           | 100 m farfalla       | 51"93    | 20º       | Non qualificato | Non qualificato | Non qualificato | Non qualificato |
| Naoki Mizunuma                                                             | 100 m farfalla       | 51"57    | 12º Q     | 51"46           | 10º             | Non qualificato | Non qualificato |
| Tomoru Honda                                                               | 200 m farfalla       | 1'55"10  | 6º Q      | 1'55"31         | 8º Q            | 1'53"73         |                 |
| Daiya Seto                                                                 | 200 m farfalla       | 1'55"26  | 9º Q      | 1'55"50         | 11º             | Non qualificato | Non qualificato |
| Kōsuke Hagino                                                              | 200 m misti          | 1'57"39  | 5º Q      | 1'57"47         | 6º Q            | 1'57"49         | 6º              |
| Daiya Seto                                                                 | 200 m misti          | 1'58"15  | 16º Q     | 1'56"86         | 3º Q            | 1'56"22         | 4º              |
| Yuki Ikari                                                                 | 400 m misti          | 4'12"08  | 11º       | N.D.            | N.D.            | Non qualificato | Non qualificato |
| Daiya Seto                                                                 | 400 m misti          | 4'10"52  | 9º        | N.D.            | N.D.            | Non qualificato | Non qualificato |
| Katsuhiro Matsumoto Katsumi Nakamura Akira Namba Kaiya Seki Shinri Shioura | 4×100 m stile libero | 3'14"44  | 14ª       | N.D.            | N.D.            | Non qualificata | Non qualificata |
| Kōsuke Hagino Katsuhiro Matsumoto Kotaro Takahashi Konosuke Yanagimoto     | 4×200 m stile libero | 7'09"53  | 12ª       | N.D.            | N.D.            | Non qualificata | Non qualificata |
| Ryōsuke Irie Naoki Mizunuma Katsumi Nakamura Shoma Sato                    | 4×100 m misti        | 3'32"02  | 5ª Q      | N.D.            | N.D.            | 3'29"91         | 6ª              |
| Taishin Minamide                                                           | Maratona 10 km       | N.D.     | N.D.      | N.D.            | N.D.            | 1h53'07"5       | 13º             |

### Donne
| Atleta                                                | Evento               | Batterie | Batterie  | Semifinali      | Semifinali      | Finale          | Finale          |
| Atleta                                                | Evento               | Tempo    | Posizione | Tempo           | Posizione       | Tempo           | Posizione       |
| ----------------------------------------------------- | -------------------- | -------- | --------- | --------------- | --------------- | --------------- | --------------- |
| Waka Kobori                                           | 400 m stile libero   | 4'05"57  | 11ª       | N.D.            | N.D.            | Non qualificata | Non qualificata |
| Miyu Namba                                            | 400 m stile libero   | 4'13"49  | 20ª       | N.D.            | N.D.            | Non qualificata | Non qualificata |
| Waka Kobori                                           | 800 m stile libero   | 8'32"04  | 17ª       | N.D.            | N.D.            | Non qualificata | Non qualificata |
| Miyu Namba                                            | 800 m stile libero   | 8'28"90  | 16ª       | N.D.            | N.D.            | Non qualificata | Non qualificata |
| Reona Aoki                                            | 100 m rana           | 1'07"29  | 19ª       | Non qualificata | Non qualificata | Non qualificata | Non qualificata |
| Kanako Watanabe                                       | 100 m rana           | 1'07"01  | 17ª       | Non qualificata | Non qualificata | Non qualificata | Non qualificata |
| Kanako Watanabe                                       | 200 m rana           | 2'24"73  | 18ª       | Non qualificata | Non qualificata | Non qualificata | Non qualificata |
| Suzuka Hasegawa                                       | 200 m farfalla       | 2'10"43  | 13ª Q     | 2'09"42         | 9ª              | Non qualificata | Non qualificata |
| Yui Ōhashi                                            | 200 m misti          | 2'10"77  | 10ª Q     | 2'09"79         | 5ª Q            | 2'08"52         |                 |
| Miho Teramura                                         | 200 m misti          | 2'11"22  | 12ª Q     | 2'12"14         | 15ª             | Non qualificata | Non qualificata |
| Yui Ōhashi                                            | 400 m misti          | 4'35"71  | 3ª Q      | N.D.            | N.D.            | 4'32"08         |                 |
| Ageha Tanigawa                                        | 400 m misti          | 4'41"76  | 12ª       | N.D.            | N.D.            | Non qualificata | Non qualificata |
| Chihiro Igarashi Rikako Ikee Rika Omoto Natsumi Sakai | 4×100 m stile libero | 3'36"20  | 9ª        | N.D.            | N.D.            | Non qualificata | Non qualificata |
| Chihiro Igarashi Nagisa Ikemoto Aoi Masuda Rio Shirai | 4×200 m stile libero | 7'58"39  | 9ª        | N.D.            | N.D.            | Non qualificata | Non qualificata |
| Rikako Ikee Anna Konishi Rika Omoto Kanako Watanabe   | 4×100 m misti        | 3'57"17  | 6ª        | N.D.            | N.D.            | 3'58"12         | 8ª              |
| Yumi Kida                                             | Maratona 10 km       | N.D.     | N.D.      | N.D.            | N.D.            | 2h01'40"9       | 13ª             |

### Misto
| Atleta                                                  | Evento        | Batterie | Batterie  | Finale          | Finale          |
| Atleta                                                  | Evento        | Tempo    | Posizione | Tempo           | Posizione       |
| ------------------------------------------------------- | ------------- | -------- | --------- | --------------- | --------------- |
| Rikako Ikee Anna Konishi Katsuhiro Matsumoto Shoma Sato | 4×100 m misti | 3'44"15  | 9ª        | Non qualificata | Non qualificata |

## Nuoto artistico
| Atleta | Evento  | Programma tecnico | Programma tecnico | Programma libero (preliminari) | Programma libero (preliminari) | Programma libero (preliminari) | Programma libero (finale) | Programma libero (finale) | Programma libero (finale) |
| Atleta | Evento  | Punti             | Classifica        | Punti                          | Punti totali                   | Classifica                     | Punti                     | Punti totali              | Classifica                |
| --- | ------- | ----------------- | ----------------- | ------------------------------ | ------------------------------ | ------------------------------ | ------------------------- | ------------------------- | ------------------------- |
| Yukiko Inui Moeka Yoshida                                                                                               | Duo     | 93,3499           | 4ª                | 93,9333                        | 187,2832                       | 4ª Q                           | 94,4667                   | 187,8166                  | 4ª                        |
| Yukiko Inui Moeka Yoshida Okina Kyogoku Mayu Tsukamoto Jyunka Fukumura Mashiro Yasunaga Megumu Yoshida Akane Yanagisawa | Squadre | 93,3773           | 4ª                | N.D.                           | N.D.                           | N.D.                           | 94,9333                   | 188,3106                  | 4ª                        |

## Pallacanestro
| Squadra             | Torneo    | Girone               | Girone               | Girone               | Girone | Quarti               | Semifinali           | Finale               | Pos. |
| Squadra             | Torneo    | Avversario Punteggio | Avversario Punteggio | Avversario Punteggio | Pos.   | Avversario Punteggio | Avversario Punteggio | Avversario Punteggio | Pos. |
| ------------------- | --------- | -------------------- | -------------------- | -------------------- | ------ | -------------------- | -------------------- | -------------------- | ---- |
| Nazionale maschile  | Maschile  | Spagna P 77–88       | Slovenia P 81–116    | Argentina P 77–97    | 4ª     | Non qualificata      | Non qualificata      | Non qualificata      | 11ª  |
| Nazionale femminile | Femminile | Francia V 74–70      | Stati Uniti P 69–86  | Nigeria V 102–83     | 2ª Q   | Belgio V 86–85       | Francia V 87-71      | Stati Uniti P 75–90  |      |

### Pallacanestro 3x3
| Squadra             | Torneo        | Girone               | Girone               | Girone               | Girone               | Girone               | Girone               | Girone               | Girone | Quarti               | Semifinali           | Finale               | Pos. |
| Squadra             | Torneo        | Avversario Punteggio | Avversario Punteggio | Avversario Punteggio | Avversario Punteggio | Avversario Punteggio | Avversario Punteggio | Avversario Punteggio | Pos.   | Avversario Punteggio | Avversario Punteggio | Avversario Punteggio | Pos. |
| ------------------- | ------------- | -------------------- | -------------------- | -------------------- | -------------------- | -------------------- | -------------------- | -------------------- | ------ | -------------------- | -------------------- | -------------------- | ---- |
| Nazionale maschile  | 3x3 maschile  | Polonia P 19–20      | Belgio V 18–16       | Paesi Bassi P 20–21  | Lettonia P 18–21     | Serbia P 11–21       | ROC P 16–19          | Cina V 21–16         | 6ª Q   | Lettonia P 18–21     | Non qualificata      | Non qualificata      | 6ª   |
| Nazionale femminile | 3x3 femminile | ROC P 18–21          | Romania V 20–8       | Francia V 19–15      | Mongolia V 19–10     | Cina P 12–15         | Italia V 22–10       | Stati Uniti V 20–18  | 4ª Q   | Francia P 14–16      | Non qualificata      | Non qualificata      | 5ª   |

## Pallamano
| Squadra             | Torneo    | Girone               | Girone               | Girone                | Girone               | Girone               | Girone | Quarti               | Semifinali           | Finale               | Pos. |
| Squadra             | Torneo    | Avversario Punteggio | Avversario Punteggio | Avversario Punteggio  | Avversario Punteggio | Avversario Punteggio | Pos.   | Avversario Punteggio | Avversario Punteggio | Avversario Punteggio | Pos. |
| ------------------- | --------- | -------------------- | -------------------- | --------------------- | -------------------- | -------------------- | ------ | -------------------- | -------------------- | -------------------- | ---- |
| Nazionale maschile  | Maschile  | Danimarca P 30–47    | Svezia P 26–28       | Egitto P 29–33        | Bahrein P 30–32      | Portogallo V 31–30   | 6ª     | Non qualificata      | Non qualificata      | Non qualificata      | 11ª  |
| Nazionale femminile | Femminile | Paesi Bassi P 21–32  | Montenegro V 29–26   | Corea del Sud P 24–27 | Angola P 25–28       | Norvegia P 25–37     | 6ª     | Non qualificata      | Non qualificata      | Non qualificata      | 12ª  |

## Pallanuoto
| Squadra             | Torneo    | Girone               | Girone               | Girone               | Girone               | Girone               | Girone | Quarti               | Semifinali           | Finale               | Pos. |
| Squadra             | Torneo    | Avversario Punteggio | Avversario Punteggio | Avversario Punteggio | Avversario Punteggio | Avversario Punteggio | Pos.   | Avversario Punteggio | Avversario Punteggio | Avversario Punteggio | Pos. |
| ------------------- | --------- | -------------------- | -------------------- | -------------------- | -------------------- | -------------------- | ------ | -------------------- | -------------------- | -------------------- | ---- |
| Nazionale maschile  | Maschile  | Stati Uniti P 13–15  | Ungheria P 11–16     | Grecia P 9–10        | Italia P 8–16        | Sudafrica V 24–9     | 5ª     | Non qualificata      | Non qualificata      | Non qualificata      | 10ª  |
| Nazionale femminile | Femminile | Stati Uniti P 4–25   | Cina P 11–16         | Ungheria P 13–17     | ROC P 16–20          | N.D.                 | 5ª     | Non qualificata      | Non qualificata      | Non qualificata      | 9ª   |

## Pallavolo
| Squadra                            | Torneo    | Girone               | Girone               | Girone               | Girone               | Girone                | Girone | Quarti               | Semifinali           | Finale               | Pos. |
| Squadra                            | Torneo    | Avversario Punteggio | Avversario Punteggio | Avversario Punteggio | Avversario Punteggio | Avversario Punteggio  | Pos.   | Avversario Punteggio | Avversario Punteggio | Avversario Punteggio | Pos. |
| ---------------------------------- | --------- | -------------------- | -------------------- | -------------------- | -------------------- | --------------------- | ------ | -------------------- | -------------------- | -------------------- | ---- |
| Nazionale maschile (Convocazioni)  | Maschile  | Venezuela V 3–0      | Canada V 3–1         | Italia P 1–3         | Polonia P 0–3        | Iran V 3–2            | 3ª Q   | Brasile P 0–3        | Non qualificata      | Non qualificata      | 7ª   |
| Nazionale femminile (Convocazioni) | Femminile | Kenya V 3–0          | Serbia P 0–3         | Brasile P 0–3        | Corea del Sud P 2–3  | Rep. Dominicana P 1–3 | 5ª     | Non qualificata      | Non qualificata      | Non qualificata      | 10ª  |

## Pentathlon moderno
| Atleta           | Evento         | Scherma   | Scherma | Scherma | Nuoto   | Nuoto | Nuoto | Equitazione | Equitazione | Equitazione | Combinato (corsa e pistola) | Combinato (corsa e pistola) | Combinato (corsa e pistola) | Totale | Posizione finale |
| Atleta           | Evento         | Risultati | Pos.    | Punti   | Tempo   | Pos.  | Punti | Penalità    | Pos.        | Punti       | Tempo                       | Pos.                        | Punti                       | Totale | Posizione finale |
| ---------------- | -------------- | --------- | ------- | ------- | ------- | ----- | ----- | ----------- | ----------- | ----------- | --------------------------- | --------------------------- | --------------------------- | ------ | ---------------- |
| Shōhei Iwamoto   | Gara maschile  | 12+1      | 30º     | 173     | 2'03"75 | 20º   | 303   | 21,00       | 20º         | 279         | 11'52"87                    | 31º                         | 588                         | 1343   | 28º              |
| Natsumi Tomonaga | Gara femminile | 14+1      | 28ª     | 185     | 2'11"54 | 11ª   | 287   | EL          | EL          | 0           | 13'07"72                    | 26ª                         | 513                         | 985    | 34ª              |
| Rena Shimazu     | Gara femminile | 14+0      | 30ª     | 184     | 2'10"65 | 9ª    | 289   | 48,00       | 24ª         | 252         | 12'34"40                    | 17ª                         | 546                         | 1271   | 23ª              |

## Pugilato
| Atleta            | Evento                | 16-esimi             | Ottavi               | Quarti               | Semifinali           | Finale               | Pos.            |
| Atleta            | Evento                | Avversario Punteggio | Avversario Punteggio | Avversario Punteggio | Avversario Punteggio | Avversario Punteggio | Pos.            |
| ----------------- | --------------------- | -------------------- | -------------------- | -------------------- | -------------------- | -------------------- | --------------- |
| Ryōmei Tanaka     | Pesi mosca maschile   | Finol V 5–0          | Hu V 3–1             | Martínez V 4–1       | Paalam P 0–5         | Non qualificato      |                 |
| Daisuke Narimatsu | Pesi leggeri maschile | Pezo V 5–0           | Safiullin P WO       | Non qualificato      | Non qualificato      | Non qualificato      | Non qualificato |
| Sewon Okazawa     | Pesi welter maschile  | Yadav V 5–0          | Iglesias P 2–3       | Non qualificato      | Non qualificato      | Non qualificato      | Non qualificato |
| Yuito Moriwaki    | Pesi medi maschile    | Mousavi V 3–2        | Chyžnjak P 0–5       | Non qualificato      | Non qualificato      | Non qualificato      | Non qualificato |
| Tsukimi Namiki    | Pesi mosca femminile  | Nanziri V 5–0        | Sousa V 5–0          | Valencia V 5–0       | Petrova P 0–5        | Non qualificata      |                 |
| Sena Irie         | Pesi piuma femminile  | Solorzano V 5–0      | Hlimi V 5–0          | Nechita V 3–2        | Artingstall V 3–2    | Petecio V 5–0        |                 |

## Rugby a 7
| Squadra             | Torneo    | Girone               | Girone               | Girone               | Girone | Quarti               | Semifinale                            | Finale / FB                            | Pos. |
| Squadra             | Torneo    | Avversario Punteggio | Avversario Punteggio | Avversario Punteggio | Pos.   | Avversario Punteggio | Avversario Punteggio                  | Avversario Punteggio                   | Pos. |
| ------------------- | --------- | -------------------- | -------------------- | -------------------- | ------ | -------------------- | ------------------------------------- | -------------------------------------- | ---- |
| Nazionale maschile  | Maschile  | Figi P 19–24         | Gran Bretagna P 0–34 | Canada P 12–36       | 4ª     | N.D.                 | Semifinale 9º/12º posto Kenya P 7–21  | Finale 11º posto Corea del Sud V 31–19 | 11ª  |
| Nazionale femminile | Femminile | Australia P 0–48     | Stati Uniti P 7–17   | Cina P 0–29          | 4ª     | N.D.                 | Semifinale 9º/12º posto Kenya P 17–21 | Finale 11º posto Brasile P 12–21       | 12ª  |

## Scherma

### Uomini
| Atleta                                                        | Evento               | 32-esimi             | 16-esimi             | Ottavi               | Quarti               | Semifinali            | Finale               | Pos.            |
| Atleta                                                        | Evento               | Avversario Punteggio | Avversario Punteggio | Avversario Punteggio | Avversario Punteggio | Avversario Punteggio  | Avversario Punteggio | Pos.            |
| ------------------------------------------------------------- | -------------------- | -------------------- | -------------------- | -------------------- | -------------------- | --------------------- | -------------------- | --------------- |
| Koki Kano                                                     | Spada individuale    | Bye                  | E. Garozzo V 15–12   | Bida P 12–15         | Non qualificato      | Non qualificato       | Non qualificato      | Non qualificato |
| Kazuyasu Minobe                                               | Spada individuale    | Bye                  | Jurka V 15–14        | Park P 6–15          | Non qualificato      | Non qualificato       | Non qualificato      | Non qualificato |
| Masaru Yamada                                                 | Spada individuale    | Bye                  | Petrov V 15–13       | Kurbanov V 15–8      | Santarelli P 13–15   | Non qualificato       | Non qualificato      | Non qualificato |
| Koki Kano Kazuyasu Minobe Masaru Yamada                       | Spada a squadre      | N.D.                 | N.D.                 | Stati Uniti V 45–39  | Francia V 45–44      | Corea del Sud V 45–38 | ROC V 45–36          |                 |
| Kyosuke Matsuyama                                             | Fioretto individuale | Bye                  | Pauty V 15–7         | D. Garozzo P 14–15   | Non qualificato      | Non qualificato       | Non qualificato      | Non qualificato |
| Toshiya Saitō                                                 | Fioretto individuale | Bye                  | Toldo V 15–10        | Lefort P 4–15        | Non qualificato      | Non qualificato       | Non qualificato      | Non qualificato |
| Takahiro Shikine                                              | Fioretto individuale | Bye                  | Samandi V 15–4       | Choi V 15–6          | Abouelkassem V 15–13 | D. Garozzo P 9–15     | Choupenitch P 8–15   | 4º              |
| Kyosuke Matsuyama Yudai Nagano Toshiya Saitō Takahiro Shikine | Fioretto a squadre   | N.D.                 | N.D.                 | Bye                  | Italia V 45–43       | Francia P 42–45       | Stati Uniti P 31–45  | 4ª              |
| Tomohiro Shimamura                                            | Sciabola individuale | Mackiewicz P 13–15   | Non qualificato      | Non qualificato      | Non qualificato      | Non qualificato       | Non qualificato      | Non qualificato |
| Kaito Streets                                                 | Sciabola individuale | Bounabi V 15–9       | Dershwitz P 9–15     | Non qualificato      | Non qualificato      | Non qualificato       | Non qualificato      | Non qualificato |
| Kento Yoshida                                                 | Sciabola individuale | Quintero P 13–15     | Non qualificato      | Non qualificato      | Non qualificato      | Non qualificato       | Non qualificato      | Non qualificato |
| Tomohiro Shimamura Kaito Streets Kenta Tokunan Kento Yoshida  | Sciabola a squadre   | N.D.                 | N.D.                 | Egitto P 42–45       | Non qualificata      | Non qualificata       | Non qualificata      | Non qualificata |

### Donne
| Atleta                                                  | Evento               | 32-esimi             | 16-esimi             | Ottavi               | Quarti               | Semifinali                              | Finale                              | Pos.            |
| Atleta                                                  | Evento               | Avversario Punteggio | Avversario Punteggio | Avversario Punteggio | Avversario Punteggio | Avversario Punteggio                    | Avversario Punteggio                | Pos.            |
| ------------------------------------------------------- | -------------------- | -------------------- | -------------------- | -------------------- | -------------------- | --------------------------------------- | ----------------------------------- | --------------- |
| Nozomi Satō                                             | Spada individuale    | Bye                  | Kang V 15–14         | Beljajeva P 10–15    | Non qualificata      | Non qualificata                         | Non qualificata                     | Non qualificata |
| Rio Azuma                                               | Fioretto individuale | Bye                  | Jeon P 10–11         | Non qualificata      | Non qualificata      | Non qualificata                         | Non qualificata                     | Non qualificata |
| Sera Azuma                                              | Fioretto individuale | Bye                  | Ryan P 11–12         | Non qualificata      | Non qualificata      | Non qualificata                         | Non qualificata                     | Non qualificata |
| Yuka Ueno                                               | Fioretto individuale | Bye                  | Mohamed V 15–5       | Ross V 15–9          | Kiefer P 11–15       | Non qualificata                         | Non qualificata                     | Non qualificata |
| Rio Azuma Sera Azuma Sumire Tsuji Yuka Ueno             | Fioretto a squadre   | N.D.                 | N.D.                 | N.D.                 | Stati Uniti P 36–45  | Semifinale 5º/8º posto Egitto V 45–27   | Finale 5º posto Canada P 31–45      | 6ª              |
| Chika Aoki                                              | Sciabola individuale | Dayibekova P 9–15    | Non qualificata      | Non qualificata      | Non qualificata      | Non qualificata                         | Non qualificata                     | Non qualificata |
| Misaki Emura                                            | Sciabola individuale | Bye                  | Gkountoura V 15–8    | Brunet P 12–15       | Non qualificata      | Non qualificata                         | Non qualificata                     | Non qualificata |
| Norika Tamura                                           | Sciabola individuale | Bye                  | Qian P 8–15          | Non qualificata      | Non qualificata      | Non qualificata                         | Non qualificata                     | Non qualificata |
| Chika Aoki Misaki Emura Shihomi Fukushima Norika Tamura | Sciabola a squadre   | N.D.                 | N.D.                 | Tunisia V 45–29      | ROC P 34–45          | Semifinale 5º/8º posto Ungheria V 45–42 | Finale 5º posto Stati Uniti P 45–43 | 5ª              |

## Skateboard
| Atleta          | Evento           | Qualificazione | Qualificazione | Finale          | Finale          |
| Atleta          | Evento           | Punteggio      | Pos.           | Punteggio       | Pos.            |
| --------------- | ---------------- | -------------- | -------------- | --------------- | --------------- |
| Ayumu Hirano    | Park maschile    | 62,03          | 14º            | Non qualificato | Non qualificato |
| Kokona Hiraki   | Park femminile   | 52,46          | 3ª Q           | 59,04           |                 |
| Misugu Okamoto  | Park femminile   | 58,51          | 1ª Q           | 53,58           | 4ª              |
| Sakura Yosozumi | Park femminile   | 45,98          | 4ª Q           | 60,09           |                 |
| Yukito Aoki     | Street maschile  | 18,60          | 17º            | Non qualificato | Non qualificato |
| Yuto Horigome   | Street maschile  | 33,75          | 6º Q           | 37,18           |                 |
| Sora Shirai     | Street maschile  | 31,52          | 9º             | Non qualificato | Non qualificato |
| Fūna Nakayama   | Street femminile | 15,77          | 1ª Q           | 14,49           |                 |
| Aori Nishimura  | Street femminile | 12,82          | 5ª Q           | 6,92            | 8ª              |
| Momiji Nishiya  | Street femminile | 15,40          | 2ª Q           | 15,26           |                 |

## Softball
| Squadra             | Torneo    | Girone               | Girone               | Girone               | Girone               | Girone               | Girone | Finale               | Pos. |
| Squadra             | Torneo    | Avversario Punteggio | Avversario Punteggio | Avversario Punteggio | Avversario Punteggio | Avversario Punteggio | Pos.   | Avversario Punteggio | Pos. |
| ------------------- | --------- | -------------------- | -------------------- | -------------------- | -------------------- | -------------------- | ------ | -------------------- | ---- |
| Nazionale femminile | Femminile | Australia V 8–1      | Messico V 3–2        | Italia V 5–0         | Canada V 1–0         | Stati Uniti P 1–2    | 2ª Q   | Stati Uniti V 2–0    |      |

## Sollevamento pesi
| Atleta            | Evento          | Strappo   | Strappo    | Slancio   | Slancio    | Totale | Classifica |
| Atleta            | Evento          | Risultato | Classifica | Risultato | Classifica | Totale | Classifica |
| ----------------- | --------------- | --------- | ---------- | --------- | ---------- | ------ | ---------- |
| Yōichi Itokazu    | 61 kg maschile  | 133       | 3º         | 159       | 4º         | 292    | 4º         |
| Mitsunori Konnai  | 67 kg maschile  | 135       | 8º         | 172       | 7º         | 307    | 7º         |
| Masanori Miyamoto | 73 kg maschile  | 147       | 8º         | 188       | 5º         | 335    | 7º         |
| Toshiki Yamamoto  | 96 kg maschile  | 168       | 7º         | 200       | DNF        | 168    | DNF        |
| Hiromi Miyake     | 49 kg femminile | 74        | 11ª        | 99        | DNF        | 74     | DNF        |
| Kanae Yagi        | 55 kg femminile | 81        | 12ª        | 102       | 11ª        | 183    | 11ª        |
| Mikiko Andō       | 59 kg femminile | 94        | 6ª         | 120       | 3ª         | 214    |            |

## Surf
| Atleta         | Evento               | Round 1   | Round 1 | Round 2   | Round 2 | Round 3                  | Quarti                    | Semifinale           | Finale / FB           | Pos.            |                 |
| Atleta         | Evento               | Punteggio | Pos.    | Punteggio | Pos.    | Avversario Risultato     | Avversario Risultato      | Avversario Risultato | Avversario Risultato  | Pos.            |                 |
| -------------- | -------------------- | --------- | ------- | --------- | ------- | ------------------------ | ------------------------- | -------------------- | --------------------- | --------------- | --------------- |
| Kanoa Igarashi | Shortboard maschile  | 12,77     | 1º R3   | Bye       | Bye     | Waida V 14,00–12,00      | Andino V 12,60–11,00      | Medina V 17,00–16,76 | Ferreira P 6,60–15,14 |                 |                 |
| Hiroto Ohhara  | Shortboard maschile  | 11,40     | 2º R3   | Bye       | Bye     | Tudela V 10,00–9,63      | Ferreira P 11,90–16,30    | Non qualificato      | Non qualificato       | Non qualificato | Non qualificato |
| Mahina Maeda   | Shortboard femminile | 9,20      | 4ª R2   | 9,63      | 3ª R3   | Marks P 7,34–15,33       | Non qualificata           | Non qualificata      | Non qualificata       | Non qualificata |                 |
| Amuro Tsuzuki  | Shortboard femminile | 6,99      | 4ª R2   | 11,60     | 1ª R3   | Weston-Webb V 10,33–9,00 | Fitzgibbons V 13,27–11,67 | Moore P 8,33–7,43    | Marks V 6,80–4,26     |                 |                 |

## Taekwondo
| Atleta         | Evento          | Qualificazioni       | Ottavi               | Quarti               | Semifinali             | Ripescaggio          | Finale / FB          | Pos.            |
| Atleta         | Evento          | Avversario Punteggio | Avversario Punteggio | Avversario Punteggio | Avversario Punteggio   | Avversario Punteggio | Avversario Punteggio | Pos.            |
| -------------- | --------------- | -------------------- | -------------------- | -------------------- | ---------------------- | -------------------- | -------------------- | --------------- |
| Sergio Suzuki  | 58 kg maschile  | N.D.                 | Demse P 2–22         | Non qualificato      | Non qualificato        | Non qualificato      | Non qualificato      | Non qualificato |
| Ricardo Suzuki | 68 kg maschile  | Bye                  | Husić P 2–22         | Non qualificato      | Non qualificato        | Non qualificato      | Non qualificato      | Non qualificato |
| Miyu Yamada    | 49 kg femminile | Bye                  | Su V 10–9            | Sim V 16–7           | Wongpattanakit P 12–34 | Bye                  | Bogdanović P 6–20    | 5ª              |
| Mayu Hamada    | 57 kg femminile | Bye                  | Ben Yessouf P 6–11   | Non qualificata      | Non qualificata        | Non qualificata      | Non qualificata      | Non qualificata |

## Tennis

### Singolare
| Atleta             | Evento              | 32-esimi                       | 16-esimi                | Ottavi                   | Quarti               | Semifinali           | Finale               | Pos.            |
| Atleta             | Evento              | Avversario Punteggio           | Avversario Punteggio    | Avversario Punteggio     | Avversario Punteggio | Avversario Punteggio | Avversario Punteggio | Pos.            |
| ------------------ | ------------------- | ------------------------------ | ----------------------- | ------------------------ | -------------------- | -------------------- | -------------------- | --------------- |
| Tarō Daniel        | Singolare maschile  | Sonego P (6–4, 6(6)–7, 6(3)–7) | Non qualificato         | Non qualificato          | Non qualificato      | Non qualificato      | Non qualificato      | Non qualificato |
| Kei Nishikori      | Singolare maschile  | Rublëv V (6–3, 6–4)            | Giron V (7–6, 3–6, 6–1) | Ivaška V (7–6(7), 6–0)   | Đoković P (2–6, 0–6) | Non qualificato      | Non qualificato      | Non qualificato |
| Yoshihito Nishioka | Singolare maschile  | Chačanov P (6–3, 1–6, 2–6)     | Non qualificato         | Non qualificato          | Non qualificato      | Non qualificato      | Non qualificato      | Non qualificato |
| Yūichi Sugita      | Singolare maschile  | Fognini P (4–6, 3–6)           | Non qualificato         | Non qualificato          | Non qualificato      | Non qualificato      | Non qualificato      | Non qualificato |
| Misaki Doi         | Singolare femminile | Zarazúa V (6–3, 6–2)           | Bencic P (2–6, 4–6)     | Non qualificata          | Non qualificata      | Non qualificata      | Non qualificata      | Non qualificata |
| Nao Hibino         | Singolare femminile | Stojanović P (3–6, 3–6)        | Non qualificata         | Non qualificata          | Non qualificata      | Non qualificata      | Non qualificata      | Non qualificata |
| Naomi Ōsaka        | Singolare femminile | Zheng V (6–1, 6–4)             | Golubic V (6–3, 6–2)    | Vondroušová P (1–6, 4–6) | Non qualificata      | Non qualificata      | Non qualificata      | Non qualificata |

### Doppio
| Atleta                         | Evento           | 16-esimi                               | Ottavi                                       | Quarti                      | Semifinali           | Finale               | Pos.            |
| Atleta                         | Evento           | Avversario Punteggio                   | Avversario Punteggio                         | Avversario Punteggio        | Avversario Punteggio | Avversario Punteggio | Pos.            |
| ------------------------------ | ---------------- | -------------------------------------- | -------------------------------------------- | --------------------------- | -------------------- | -------------------- | --------------- |
| Ben McLachlan Kei Nishikori    | Doppio maschile  | J. Sousa / P. Sousa V (6–1, 6–4)       | Murray / Skupski V (6–3, 6–4)                | Mektić / Pavić P (3–6, 3–6) | Non qualificati      | Non qualificati      | Non qualificati |
| Tarō Daniel Yoshihito Nishioka | Doppio maschile  | Čilić / Dodig P (2–6, 4–6)             | Non qualificati                              | Non qualificati             | Non qualificati      | Non qualificati      | Non qualificati |
| Shūko Aoyama Ena Shibahara     | Doppio femminile | Bencic / Golubic P (4–6, 7–6(5), 5–10) | Non qualificate                              | Non qualificate             | Non qualificate      | Non qualificate      | Non qualificate |
| Nao Hibino Makoto Ninomiya     | Doppio femminile | Barty / Sanders P (1–6, 2–6)           | Non qualificate                              | Non qualificate             | Non qualificate      | Non qualificate      | Non qualificate |
| Ena Shibahara Ben McLachlan    | Doppio misto     | Švedova / Golubev V (6–3, 7–6(3))      | Pavljučenkova / Rublëv P (5–7, 7–6(0), 8–10) | Non qualificati             | Non qualificati      | Non qualificati      | Non qualificati |

## Tennistavolo
| Atleta                                   | Evento            | Preliminari          | Round 1              | Round 2              | Round 3              | Ottavi                   | Quarti                  | Semifinali           | Finale / FB          | Pos.            |
| Atleta                                   | Evento            | Avversario Punteggio | Avversario Punteggio | Avversario Punteggio | Avversario Punteggio | Avversario Punteggio     | Avversario Punteggio    | Avversario Punteggio | Avversario Punteggio | Pos.            |
| ---------------------------------------- | ----------------- | -------------------- | -------------------- | -------------------- | -------------------- | ------------------------ | ----------------------- | -------------------- | -------------------- | --------------- |
| Tomokazu Harimoto                        | Singolo maschile  | Bye                  | Bye                  | Bye                  | Lam V 4–1            | Jorgić P 3–4             | Non qualificato         | Non qualificato      | Non qualificato      | Non qualificato |
| Kōki Niwa                                | Singolo maschile  | Bye                  | Bye                  | Bye                  | Yang V 4–0           | Ovtcharov P 1–4          | Non qualificato         | Non qualificato      | Non qualificato      | Non qualificato |
| Kasumi Ishikawa                          | Singolo femminile | Bye                  | Bye                  | Bye                  | Paranang V 4–2       | Polcanova V 4–0          | Yu P 1–4                | Non qualificata      | Non qualificata      | Non qualificata |
| Mima Ito                                 | Singolo femminile | Bye                  | Bye                  | Bye                  | Yu V 4–1             | Sawettabut V 4–0         | Jeon V 4–0              | Sun P 0–4            | Yu V 4–1             |                 |
| Tomokazu Harimoto Jun Mizutani Kōki Niwa | Squadre maschile  | N.D.                 | N.D.                 | N.D.                 | N.D.                 | Australia V 3–0          | Svezia V 3–1            | Germania P 2–3       | Corea del Sud V 3–1  |                 |
| Miu Hirano Kasumi Ishikawa Mima Ito      | Squadre femminile | N.D.                 | N.D.                 | N.D.                 | N.D.                 | Ungheria V 3–0           | Taipei cinese V 3–0     | Hong Kong V 3–0      | Cina P 0–3           |                 |
| Jun Mizutani Mima Ito                    | Doppio misto      | N.D.                 | N.D.                 | N.D.                 | N.D.                 | Fegerl / Polcanova V 4–1 | Franziska / Solja V 4–3 | Lin / Cheng V 4–1    | Xu / Liu V 4–3       |                 |

## Tiro a segno/volo

### Uomini
| Atleta             | Evento                       | Qualificazione | Qualificazione | Finale          | Finale          |
| Atleta             | Evento                       | Punteggio      | Classifica     | Punteggio       | Classifica      |
| ------------------ | ---------------------------- | -------------- | -------------- | --------------- | --------------- |
| Takayuki Matsumoto | Carabina 10 m aria compressa | 621,7          | 37º            | Non qualificato | Non qualificato |
| Naoya Okada        | Carabina 10 m aria compressa | 625,7          | 20º            | Non qualificato | Non qualificato |
| Takayuki Matsumoto | Carabina 50 m 3 posizioni    | 1145           | 37º            | Non qualificato | Non qualificato |
| Naoya Okada        | Carabina 50 m 3 posizioni    | 1158           | 31º            | Non qualificato | Non qualificato |
| Kojiro Horimizu    | Pistola 10 m aria compressa  | 576            | 15º            | Non qualificato | Non qualificato |
| Dai Yoshioka       | Pistola 25 m automatica      | 582            | 8º             | Non qualificato | Non qualificato |
| Shigetaka Oyama    | Trap                         | 115            | 29º            | Non qualificato | Non qualificato |
| Hiroyuki Ikawa     | Skeet                        | 114            | 27º            | Non qualificato | Non qualificato |

### Donne
| Atleta           | Evento                       | Qualificazione | Qualificazione | Finale          | Finale          |
| Atleta           | Evento                       | Punteggio      | Classifica     | Punteggio       | Classifica      |
| ---------------- | ---------------------------- | -------------- | -------------- | --------------- | --------------- |
| Shiori Hirata    | Carabina 10 m aria compressa | 622,1          | 34ª            | Non qualificata | Non qualificata |
| Haruka Nakaguchi | Carabina 10 m aria compressa | 622,2          | 32ª            | Non qualificata | Non qualificata |
| Shiori Hirata    | Carabina 50 m 3 posizioni    | 1169           | 11ª            | Non qualificata | Non qualificata |
| Chizuru Sasaki   | Pistola 10 m aria compressa  | 556            | 50ª            | Non qualificata | Non qualificata |
| Satoko Yamada    | Pistola 10 m aria compressa  | 570            | 23ª            | Non qualificata | Non qualificata |
| Chizuru Sasaki   | Pistola 25 m                 | 567            | 40ª            | Non qualificata | Non qualificata |
| Satoko Yamada    | Pistola 25 m                 | 563            | 43ª            | Non qualificata | Non qualificata |
| Yukie Nakayama   | Trap                         | 115            | 19ª            | Non qualificata | Non qualificata |
| Naoko Ishihara   | Skeet                        | 114            | 21ª            | Non qualificata | Non qualificata |

### Misto
| Atleta                           | Evento                                 | Qualificazione 1 | Qualificazione 1 | Qualificazione 2 | Qualificazione 2 | Finale               | Finale          |
| Atleta                           | Evento                                 | Punteggio        | Classifica       | Punteggio        | Classifica       | Avversario Punteggio | Pos.            |
| -------------------------------- | -------------------------------------- | ---------------- | ---------------- | ---------------- | ---------------- | -------------------- | --------------- |
| Haruka Nakaguchi Naoya Okada     | Carabina 10 m aria compressa a squadre | 625,6            | 13ª              | Non qualificata  | Non qualificata  | Non qualificata      | Non qualificata |
| Shiori Hirata Takayuki Matsumoto | Carabina 10 m aria compressa a squadre | 620,3            | 26ª              | Non qualificata  | Non qualificata  | Non qualificata      | Non qualificata |
| Satoko Yamada Kojiro Horimizu    | Pistola 10 m aria compressa a squadre  | 559              | 20ª              | Non qualificata  | Non qualificata  | Non qualificata      | Non qualificata |
| Shigetaka Oyama Yukie Nakayama   | Trap a squadre                         | 145              | 5ª               | N.D.             | N.D.             | Non qualificata      | Non qualificata |

## Tiro con l'arco
| Atleta                                    | Evento                | Classificazione | Classificazione | 32-esimi             | 16-esimi             | Ottavi               | Quarti               | Semifinali           | Finale / FB          | Pos.            |
| Atleta                                    | Evento                | Punteggio       | Pos.            | Avversario Punteggio | Avversario Punteggio | Avversario Punteggio | Avversario Punteggio | Avversario Punteggio | Avversario Punteggio | Pos.            |
| ----------------------------------------- | --------------------- | --------------- | --------------- | -------------------- | -------------------- | -------------------- | -------------------- | -------------------- | -------------------- | --------------- |
| Takaharu Furukawa                         | Individuale maschile  | 649             | 46º             | Álvarez V 7–3        | Broeksma V 6–5       | Das V 3–1            | Li V 4–0             | Gazoz P 1–4          | Tang V 4–1           |                 |
| Yūki Kawata                               | Individuale maschile  | 661             | 22º             | De Smedt P 2–6       | Non qualificato      | Non qualificato      | Non qualificato      | Non qualificato      | Non qualificato      | Non qualificato |
| Hiroki Mutō                               | Individuale maschile  | 678             | 5º              | Shanny P 3–7         | Non qualificato      | Non qualificato      | Non qualificato      | Non qualificato      | Non qualificato      | Non qualificato |
| Ren Hayakawa                              | Individuale femminile | 653             | 16ª             | Đỗ Thị Ánh V 6–5     | Kaufhold V 6–2       | An P 4–6             | Non qualificata      | Non qualificata      | Non qualificata      | Non qualificata |
| Miki Nakamura                             | Individuale femminile | 639             | 31ª             | Horáčková V 6–2      | Jang V 6–2           | Wu P 1–7             | Non qualificata      | Non qualificata      | Non qualificata      | Non qualificata |
| Azusa Yamauchi                            | Individuale femminile | 665             | 7ª              | Bishindeegiin V 6–2  | Bishindeegiin P 0–6  | Non qualificata      | Non qualificata      | Non qualificata      | Non qualificata      | Non qualificata |
| Takaharu Furukawa Yūki Kawata Hiroki Mutō | Squadra maschile      | 1988            | 4ª              | N.D.                 | N.D.                 | Bye                  | Stati Uniti V 5–1    | Corea del Sud P 4–5  | Paesi Bassi V 5–4    |                 |
| Ren Hayakawa Miki Nakamura Azusa Yamauchi | Squadra femminile     | 1957            | 4ª              | N.D.                 | N.D.                 | Bye                  | Bielorussia P 3–5    | Non qualificata      | Non qualificata      | Non qualificata |
| Hiroki Mutō Azusa Yamauchi                | Squadra mista         | 1343            | 3ª              | N.D.                 | N.D.                 | Francia P 3–5        | Non qualificata      | Non qualificata      | Non qualificata      | Non qualificata |

## Triathlon
| Atleta                                                    | Evento                | Nuoto                   | T1                      | Ciclismo                   | T2                | Corsa                   | Totale   | Classifica |
| --------------------------------------------------------- | --------------------- | ----------------------- | ----------------------- | -------------------------- | ----------------- | ----------------------- | -------- | ---------- |
| Kenji Nener                                               | Individuale maschile  | 17'51"                  | 0'41"                   | 56'31"                     | 0'28"             | 30'53"                  | 1h46'24" | 14º        |
| Makoto Odakura                                            | Individuale maschile  | 18'21"                  | 0'41"                   | 56'05"                     | 0'30"             | 31'26"                  | 1h47'03" | 19º        |
| Yuko Takahahsi                                            | Individuale femminile | 19'48"                  | 0'42"                   | DNF                        | DNF               | DNF                     | DNF      | DNF        |
| Niina Kishimoto                                           | Individuale femminile | 19'10"                  | 0'42"                   | 1h03'15"                   | 0'31"             | 37'40"                  | 2h01'18" | 18ª        |
| Yuko Takahahsi Kenji Nener Niina Kishimoto Makoto Odakura | Squadre miste         | 3'52" 4'03" 4'32" 4'11" | 0'40" 0'35" 0'39" 0'38" | 10'31" 9'36" 10'22" 10'19" | 0'28" 0'30" 0'29" | 6'26" 5'48" 6'54" 6'01" | 1h27'02" | 13ª        |

## Tuffi

### Uomini
| Atleta                     | Evento                  | Preliminari | Preliminari | Semifinale      | Semifinale      | Finale          | Finale          |
| Atleta                     | Evento                  | Punti       | Classifica  | Punti           | Classifica      | Punti           | Classifica      |
| -------------------------- | ----------------------- | ----------- | ----------- | --------------- | --------------- | --------------- | --------------- |
| Ken Terauchi               | Trampolino 3 m          | 430,20      | 10º Q       | 424,50          | 7º Q            | 359,70          | 12º             |
| Rikuto Tamai               | Piattaforma 10 m        | 374,25      | 16º Q       | 413,65          | 8º              | 431,95          | 7º              |
| Reo Nishida                | Piattaforma 10 m        | 314,30      | 25º         | Non qualificato | Non qualificato | Non qualificato | Non qualificato |
| Shō Sakai Ken Terauchi     | Trampolino 3 m sincro   | N.D.        | N.D.        | N.D.            | N.D.            | 393,93          | 5ª              |
| Hiroki Itō Kazuki Murakami | Piattaforma 10 m sincro | N.D.        | N.D.        | N.D.            | N.D.            | 377,10          | 8ª              |

### Donne
| Atleta                         | Evento                  | Preliminari | Preliminari | Semifinale      | Semifinale      | Finale          | Finale          |
| Atleta                         | Evento                  | Punti       | Classifica  | Punti           | Classifica      | Punti           | Classifica      |
| ------------------------------ | ----------------------- | ----------- | ----------- | --------------- | --------------- | --------------- | --------------- |
| Sayaka Mikami                  | Trampolino 3 m          | 317,10      | 5ª Q        | 273,70          | 16ª             | Non qualificata | Non qualificata |
| Haruka Enomoto                 | Trampolino 3 m          | 277,85      | 17ª Q       | 255,40          | 17ª             | Non qualificata | Non qualificata |
| Matsuri Arai                   | Piattaforma 10 m        | 268,80      | 22ª         | Non qualificata | Non qualificata | Non qualificata | Non qualificata |
| Haruka Enomoto Hazuki Miyamoto | Trampolino 3 m sincro   | N.D.        | N.D.        | N.D.            | N.D.            | 269,40          | 5ª              |
| Matsuri Arai Minami Itahashi   | Piattaforma 10 m sincro | N.D.        | N.D.        | N.D.            | N.D.            | 291,42          | 6ª              |

## Vela
| Atleta                          | Evento           | Regata | Regata | Regata | Regata | Regata | Regata | Regata | Regata | Regata | Regata | Regata | Regata | Regata | Punteggio Totale | Punteggio Netto | Classifica |
| Atleta                          | Evento           | 1      | 2      | 3      | 4      | 5      | 6      | 7      | 8      | 9      | 10     | 11     | 12     | M      | Punteggio Totale | Punteggio Netto | Classifica |
| ------------------------------- | ---------------- | ------ | ------ | ------ | ------ | ------ | ------ | ------ | ------ | ------ | ------ | ------ | ------ | ------ | ---------------- | --------------- | ---------- |
| Makoto Tomizawa                 | RS:X maschile    | 10     | 21     | 11     | 16     | 26     | 16     | 14     | 17     | 11     | 11     | 16     | 11     | EL     | 175              | 149             | 16º        |
| Yuki Sunaga                     | RS:X femminile   | 17     | 24     | 11     | 3      | 5      | 12     | 11     | 22     | 10     | 7      | 14     | 17     | EL     | 153              | 129             | 12ª        |
| Kenji Nanri                     | Laser maschile   | 27     | 30     | 33     | 19     | 25     | 16     | 24     | 29     | 31     | 18     | N.D.   | N.D.   | EL     | 252              | 219             | 30º        |
| Manami Doi                      | Laser femminile  | 16     | 9      | 10     | 23     | 11     | 28     | 15     | 16     | 13     | 17     | N.D.   | N.D.   | EL     | 158              | 130             | 15ª        |
| Kazumasa Segawa                 | Finn maschile    | 18     | 16     | 17     | 12     | 15     | 16     | 19     | 12     | 17     | 5      | N.D.   | N.D.   | EL     | 147              | 128             | 16º        |
| Jumpei Hokazono Keiju Okada     | 470 maschile     | 7      | 4      | 4      | 11     | 13     | 9      | 5      | 4      | 15     | 13     | N.D.   | N.D.   | 12     | 97               | 82              | 7ª         |
| Ai Kondo Miho Yoshioka          | 470 femminile    | 6      | 7      | 11     | 15     | 2      | 2      | 12     | 8      | 7      | 8      | N.D.   | N.D.   | 16     | 94               | 79              | 7ª         |
| Ibuki Koizumi Leonard Takahashi | 49er maschile    | 17     | 11     | 13     | 11     | 15     | 11     | 4      | 12     | 4      | 8      | 3      | 16     | EL     | 125              | 108             | 11ª        |
| Sena Takano Anna Yamazaki       | 49erFX femminile | 7      | 16     | DSQ    | 17     | 16     | DSQ    | 9      | 19     | 11     | 4      | 13     | 15     | EL     | 171              | 149             | 18ª        |
| Shibuki Iitsuka Eri Hatayama    | Nacra 17 misto   | 12     | 18     | 15     | 12     | 15     | 16     | 14     | 6      | 14     | 19     | 15     | 13     | EL     | 169              | 150             | 15ª        |